# Kaisersteinbruch

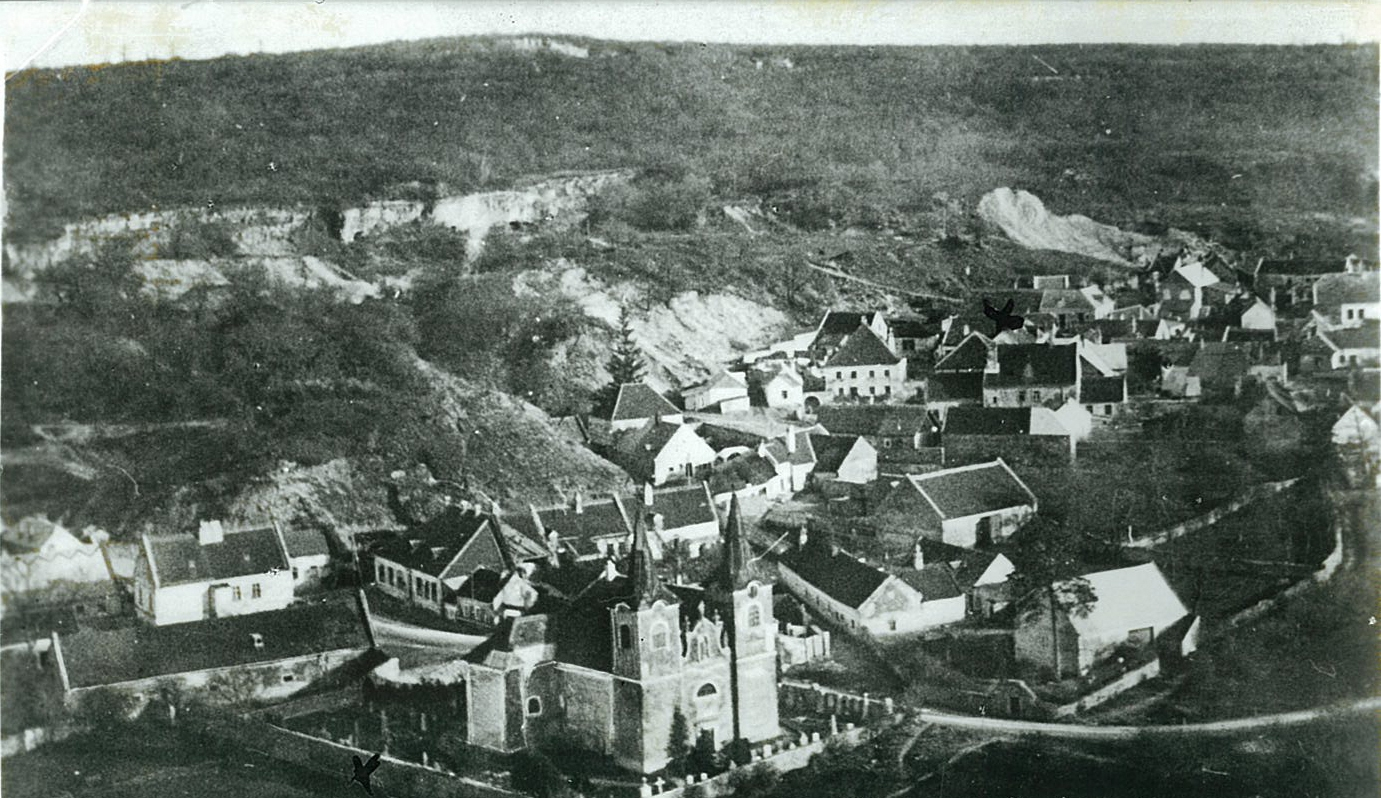
Dorf und Steinbrüche um 1900

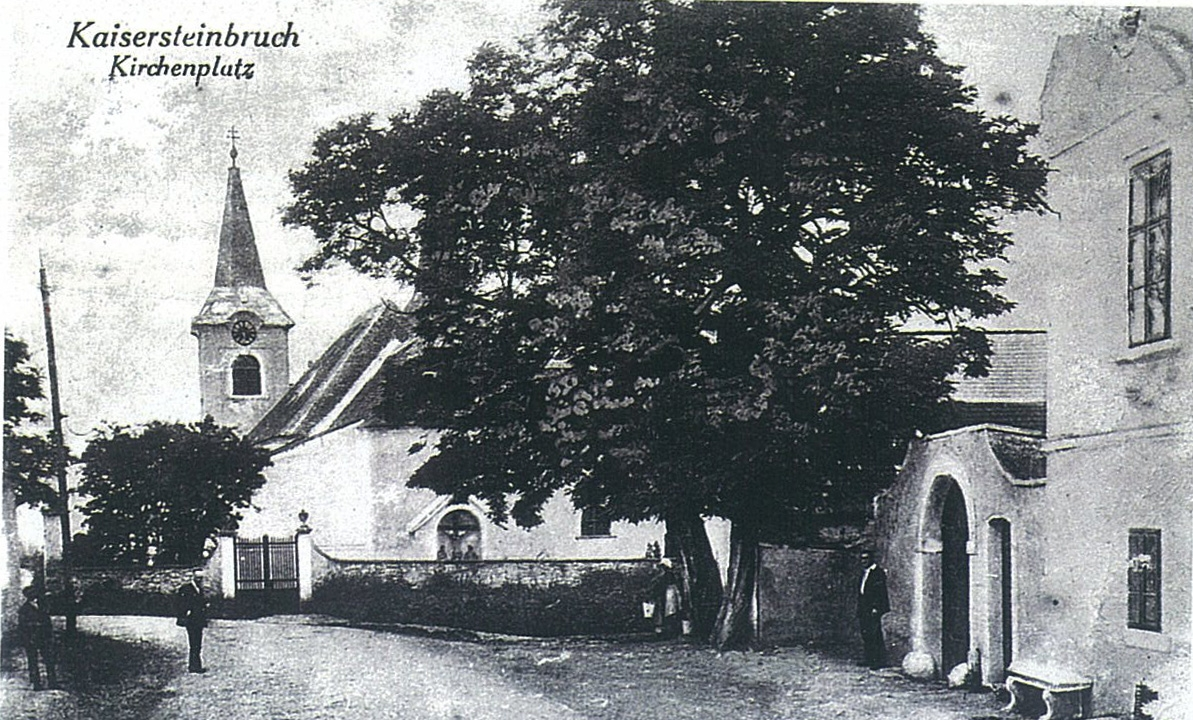
Kirchenplatz um 1900

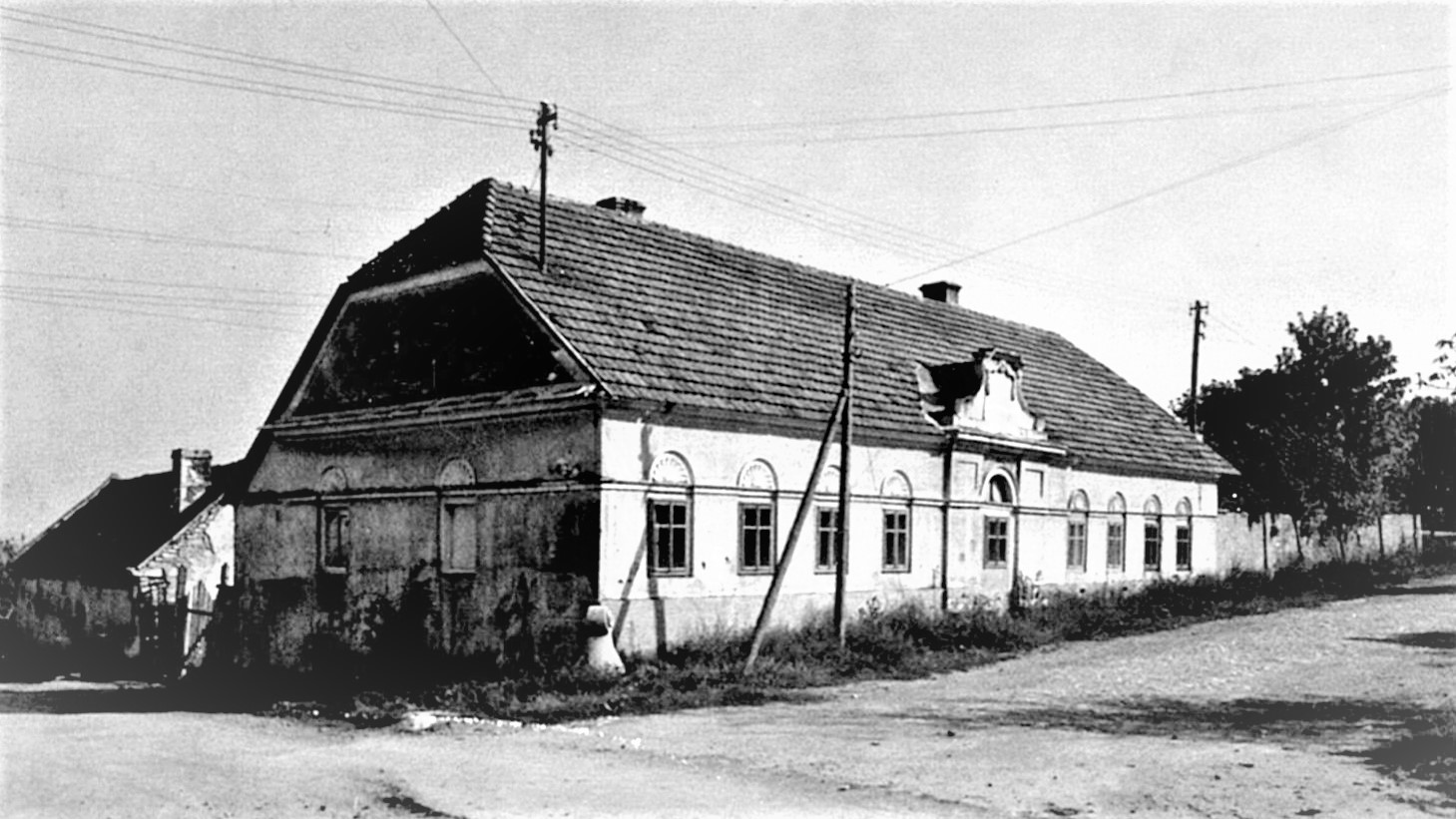
Ehem. Pansipp-Haus, Försterhaus

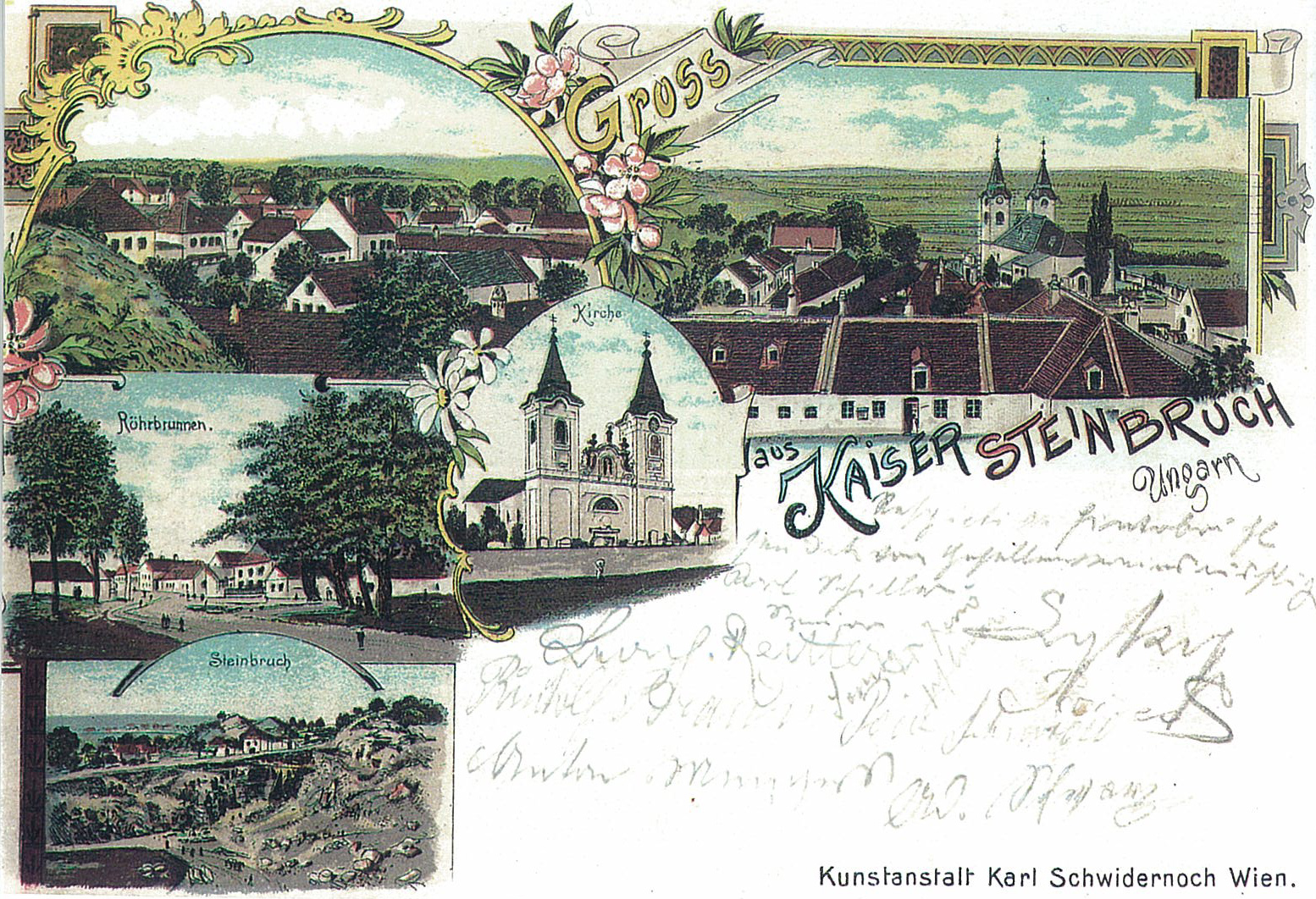
Postkarte von 1902

Kaisersteinbruch (ungarisch Császárkőbánya), einst der kaiserliche Steinbruch am Leithagebirge, ist seit 1970 ein Ort auf dem Gebiet der gleichnamigen Katastralgemeinde in der Großgemeinde Bruckneudorf im Bezirk Neusiedl am See im Burgenland.
Die an den waldreichen, nordwestlichen Hängen des Leithagebirges errichtete Siedlung war seit der Antike bis ins 20. Jahrhundert vom hier vorhandenen Kalkstein, dem Kaiserstein, bestimmt und hatte den Charakter einer Steinmetzsiedlung. Ab 1912 wurde ein großer Teil des Areals um den Ort in Militärgelände umgewandelt. Es wurden Baracken für Soldaten des Ersten Weltkrieges, 1934 für ein Anhaltelager, 1938 für Soldaten des Zweiten Weltkrieges, nachfolgend 1945 die sowjetische Besatzung gebaut. Nach dem Zweiten Weltkrieg wurde der Ort wieder aufgebaut und neu besiedelt. Ein Ort ohne Erinnerung – Kaisersteinbruch, die verschwundene Geschichte.

## Vor- und Frühgeschichte

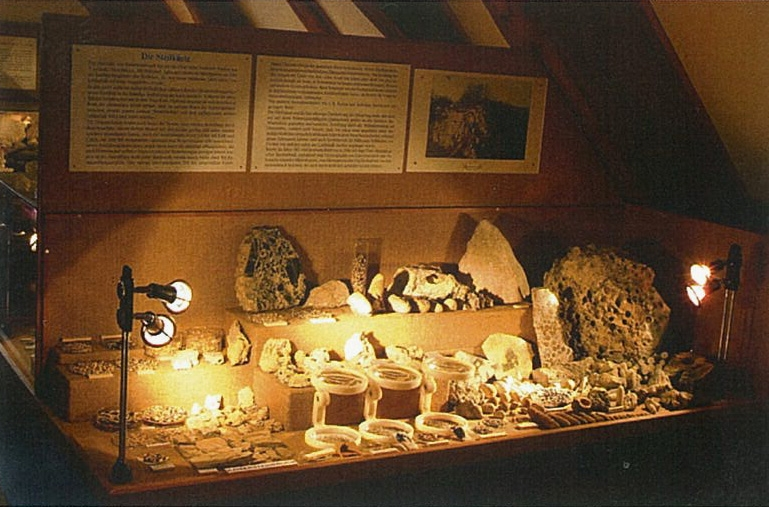
Funde im Blauen Bruch, Vitrine im Museum Mannersdorf

Im Blauen Bruch des Leithagebirges, auf dem Truppenübungsplatz, finden sich Knochen und Zähne, die Rückschlüsse auf die vor 15 Millionen Jahren hier lebenden Meerestiere erlauben. Hier existierten unter anderem Haie, Seekühe, Zahn- und Bartenwale. An Land stellten Palmen, Wasserfichten, Wasserulmen, Kieferngewächse und Platanen die Flora dar, in welcher sich Affen, Krokodile, Nashörner und Landschildkröten bewegten. Aus dem Einsiedler-Bruch stammt der bemerkenswerte Fund einer Phalange (Fingerknochen) eines „sehr sonderbaren, in der Gegenwart ohne Verwandte dastehenden“ Huftieres: Ancylotherium. Es wird im Naturhistorischen Museum Wien aufbewahrt.
Eine Pfeilspitze in einem Pferdewirbel, gefunden in einer Höhle des Blauen Bruches – ein Beweis für die ältesten schweren Hauspferde – belegt erste Besiedlungsspuren zur Eisenzeit (800 bis 700 vor Christus) und wird im Landesmuseum Burgenland aufbewahrt.

## Römisches Castrum
Auf dem Boden des Öden Klosters fand 1903 der Archäologe Maximilian Groller von Mildensee bei Ausgrabungen drei Siedlungsschichten. Zuunterst waren es Reste eines römischen Gutshofes (Herrenhaus, Baureste mit Heizanlage), an diesen Gebäuden vorbei führte die Römerstraße von Carnuntum über das Leithagebirge.

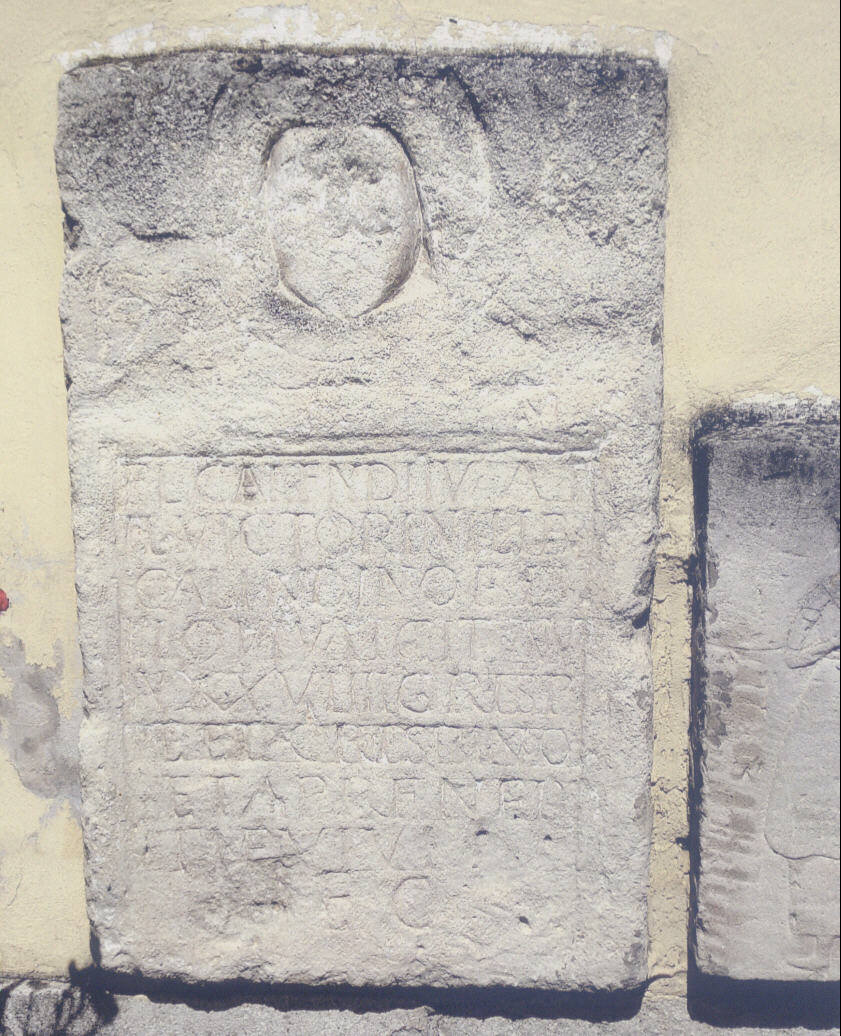
Römische Grabsteine
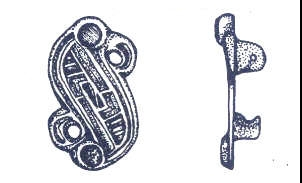
Langobardische Fibel, 26,5 mm hoch, 15 mm breit

Sie war ein Stück der urgeschichtlichen Bernsteinstraße, die Ostsee und Adria verband. In der Nähe der Villa wurde im 6. Jahrhundert ein langobardischer Friedhof angelegt.
Um 800 wurde quer durch die römischen Grundmauern ein mit Eckturm und Verschanzungen befestigter Königshof angelegt, wie er den Kaisern der Karolingerzeit, die noch über keine feste Residenz verfügten, bei ihren Reisen im Reiche als Quartier und Verpflegungsstätte diente. Später ging das Gebiet in den Besitz ungarischer Könige über.

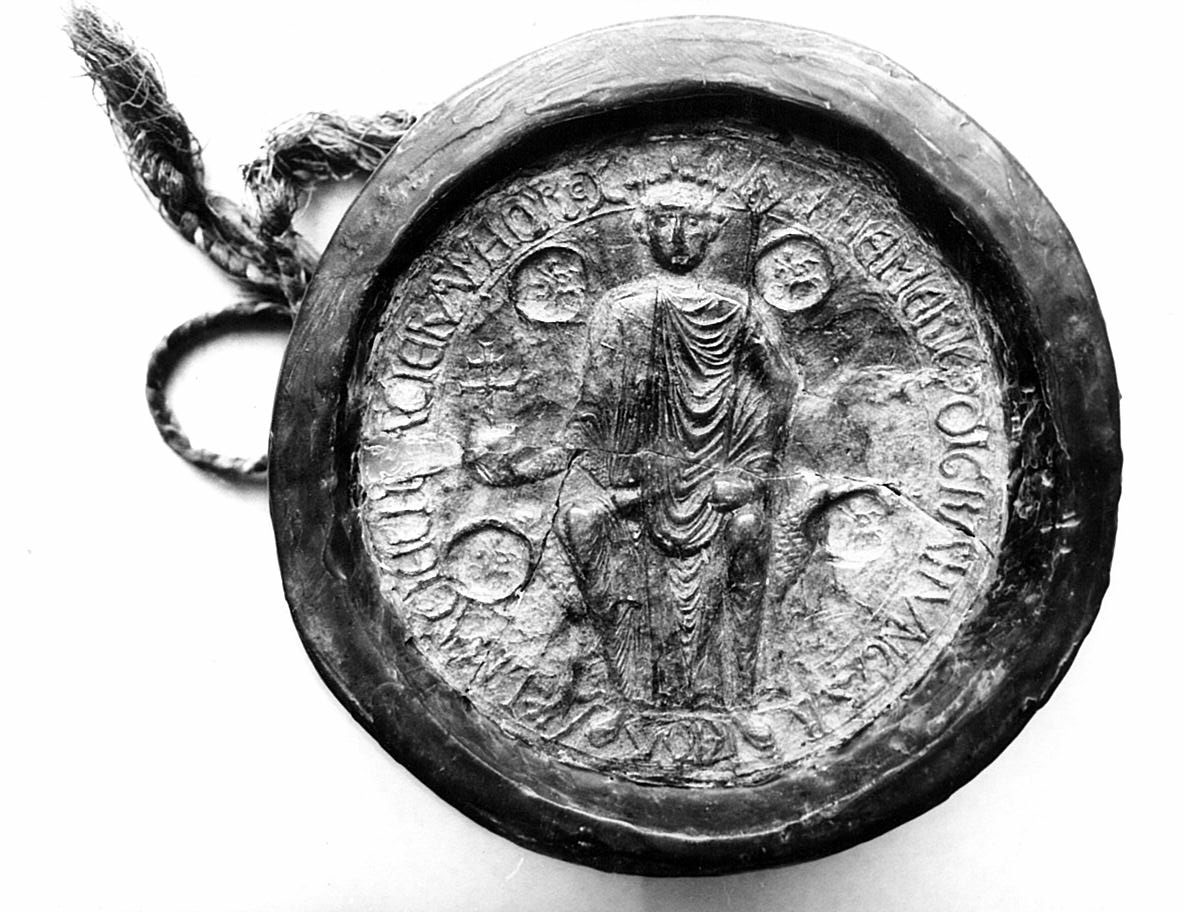
Siegel der Schenkungsurkunde von 1203

## Königliche Schenkungen an die Zisterzienser
König Imre schenkte es 1203 den Zisterziensern von Heiligenkreuz. Das Kloster war durch Stiftungen in Ungarn reicher begütert als in Österreich, so erwog es 1206 bis 1209 eine Verlegung nach Westungarn.
Es wurde mit dem Bau einer großen Kirche im Gelände des Königshofes begonnen, doch blieb die Anlage unvollendet.

## Kaisersteinbrucher Stein – Kaiserstein
Die Ausgrabung des römischen Gutshofs, Grabsteine, unter anderem im Schloss Königshof, bezeugen, dass bereits die Römer hier Steine gebrochen und bearbeitet haben. Besonderes Beispiel ist der Grabstein des Titus Calidius Severus aus Carnuntum in der Antikensammlung des KHM in Wien.
Unter dem Kaisersteinbruch verstand man nicht einen einzigen Steinbruch, sondern je nach Auftragslage mehrere. 1901 und 1912 wurden technische Daten der Brüche Buchthal-Bruch, Wald-Bruch (Ödenkloster-Bruch), Kapellen-Bruch, Haus-Bruch und Teuschl-Bruch erhoben. Weiters wurden genannt: Zeiler-Bruch, Pansipp-Bruch, Amelin-Bruch, Kaiserstein-Bruch, Blauer-Bruch, Schwarzer Marmor-Bruch, Kavernen-Bruch und Winkler-Bruch, sowie Alter Teuschl-Bruch, Gesellschafts-Bruch, Kowel-Bruch, Theresien-Bruch, Salzleck-Bruch und Kobaldischer Bruch. In einem zeitgenössischen Bericht ist zu lesen: „Die kleine Ortschaft ist von Steinbrüchen ganz umgeben und ihre Häuser sind fast gänzlich unterminiert.“

### Siegel des Handwerks

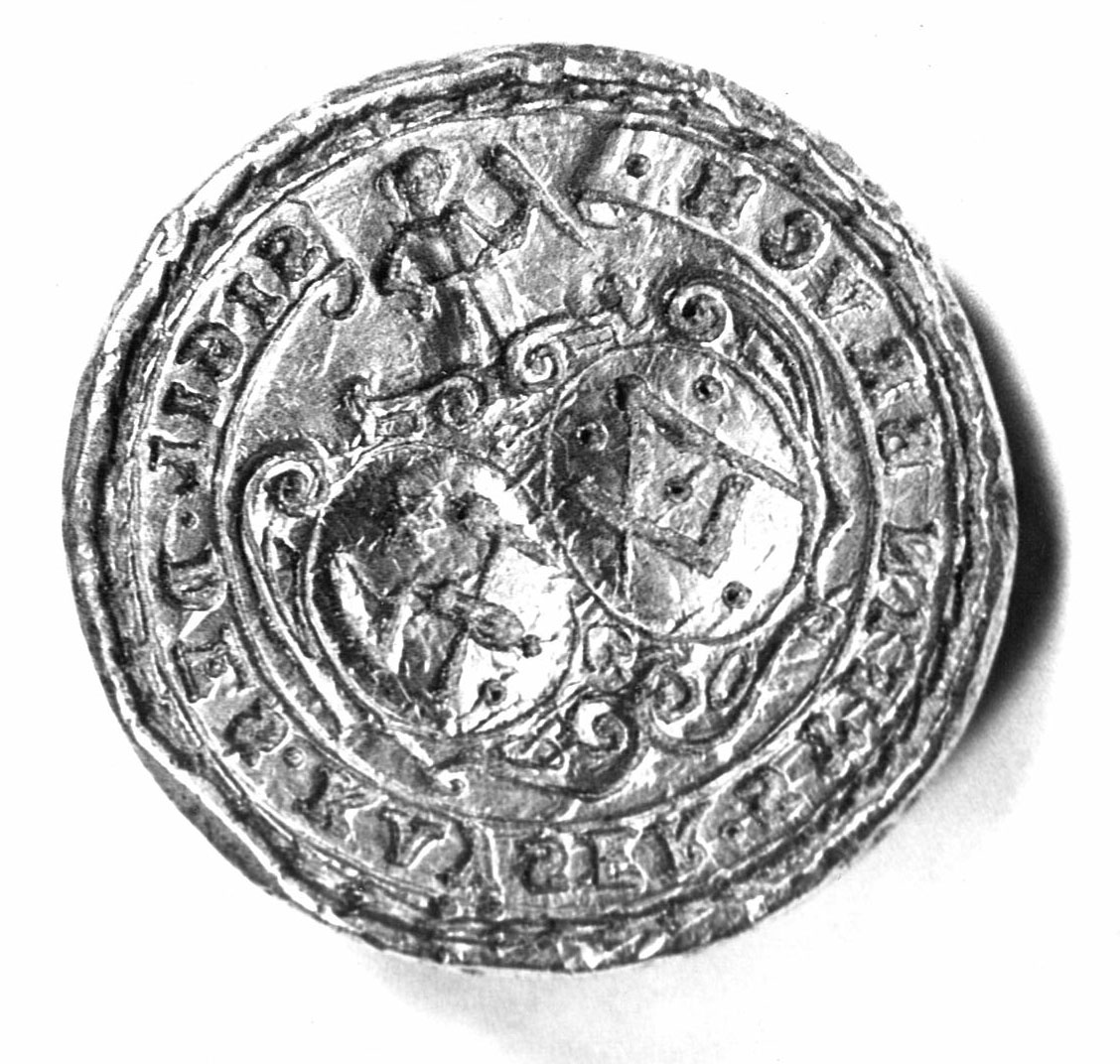
Siegel des Kayser Steinbruch, im 17. Jahrhundert, ab 1617
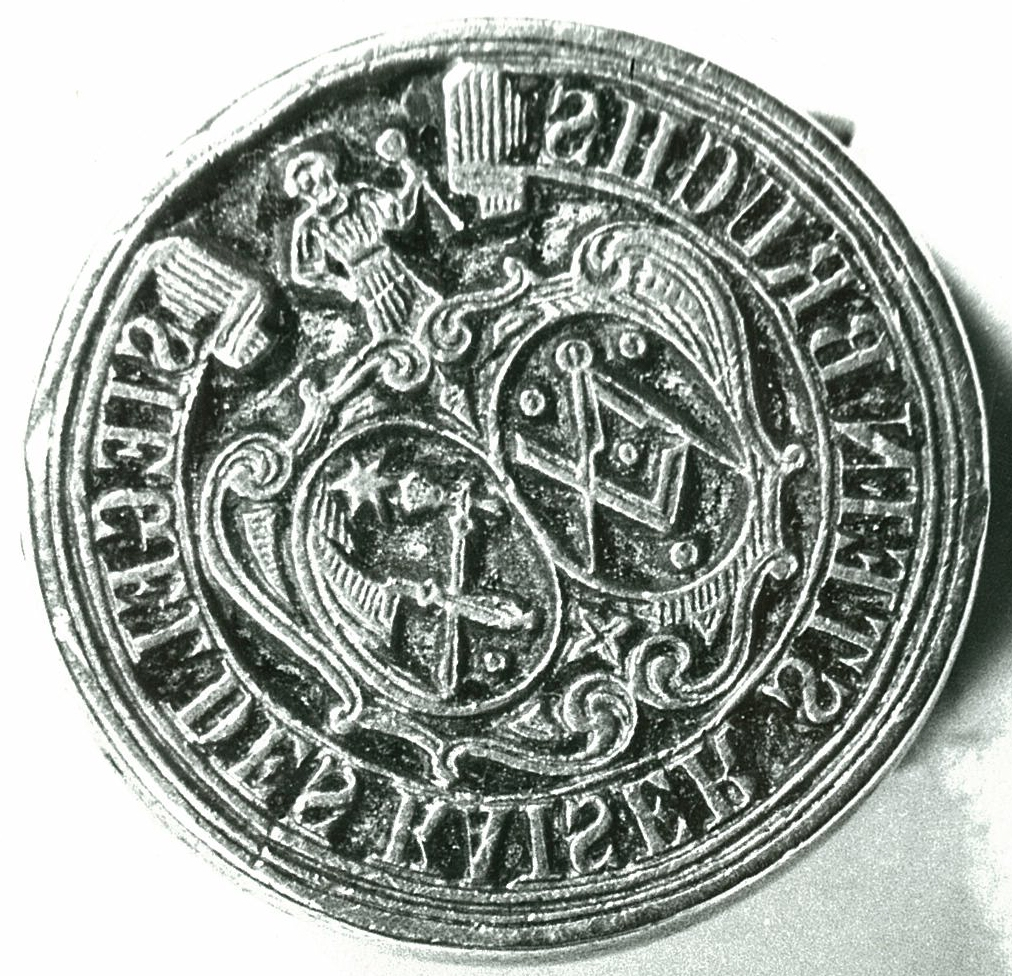
Siegel des Kaiser Steinbruch, 18. Jahrhundert
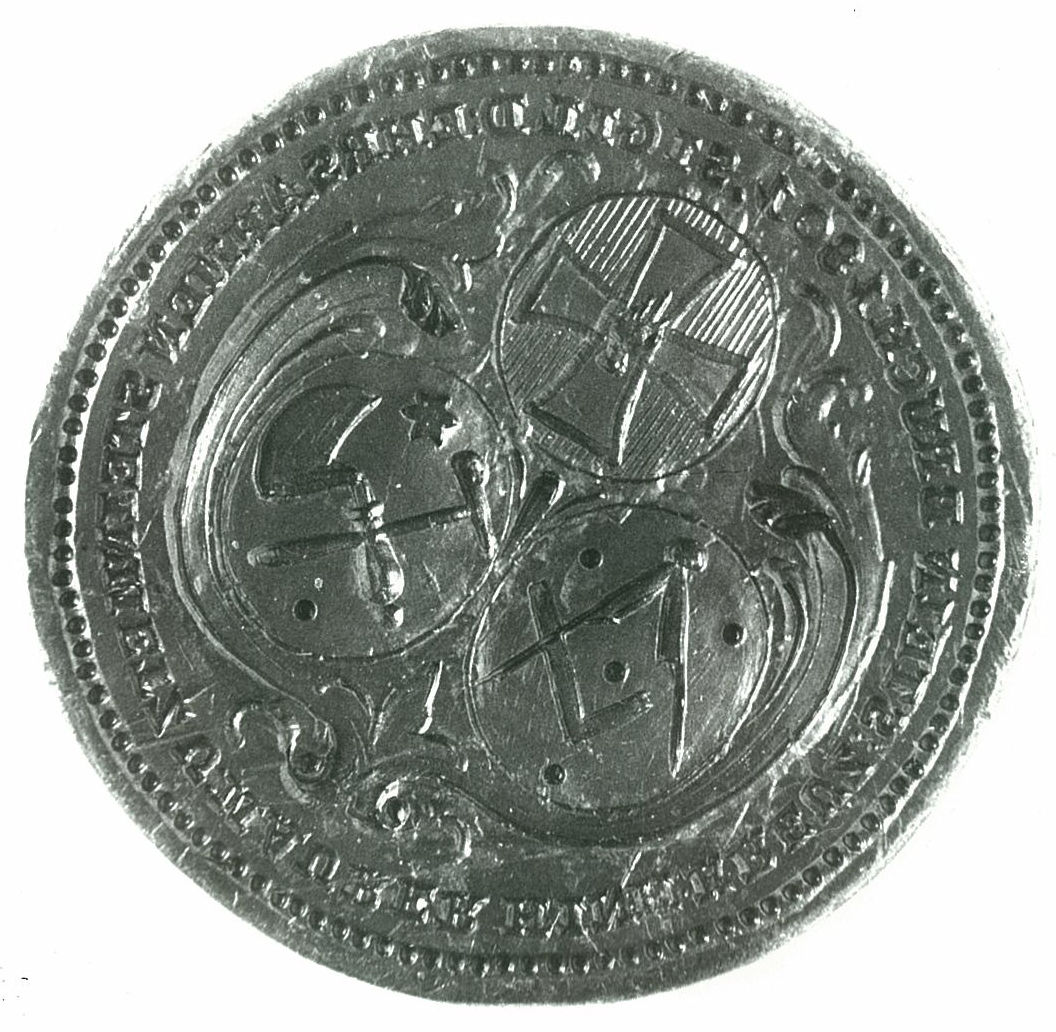
Siegel der ehrsamen Steinmetzen und Maurer im Heiligenkreuzer Steinbruch 1801

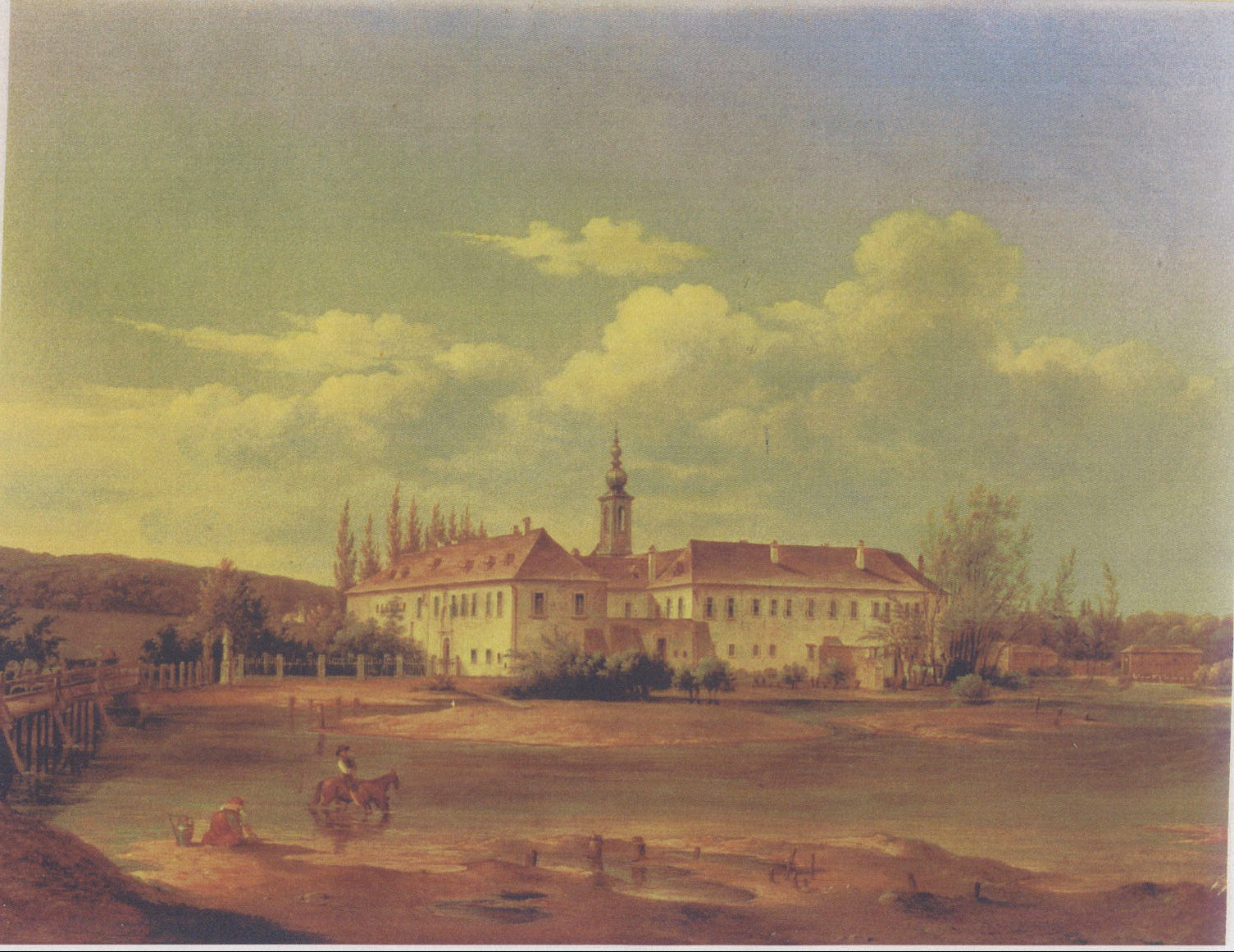
Königshof, Gemälde von Theodor Festorazzo (1800–1862)

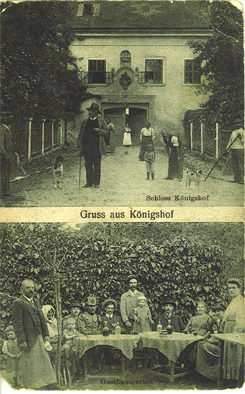
Verwaltungszentrum Schloss Königshof

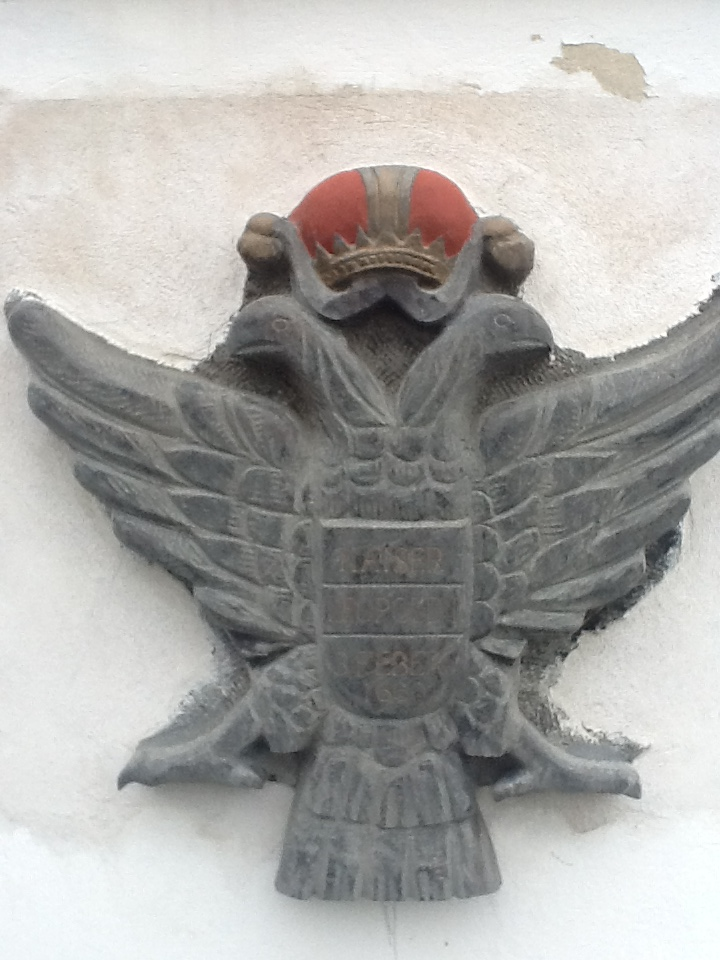
Salva Guardia-Adler Leopold I.

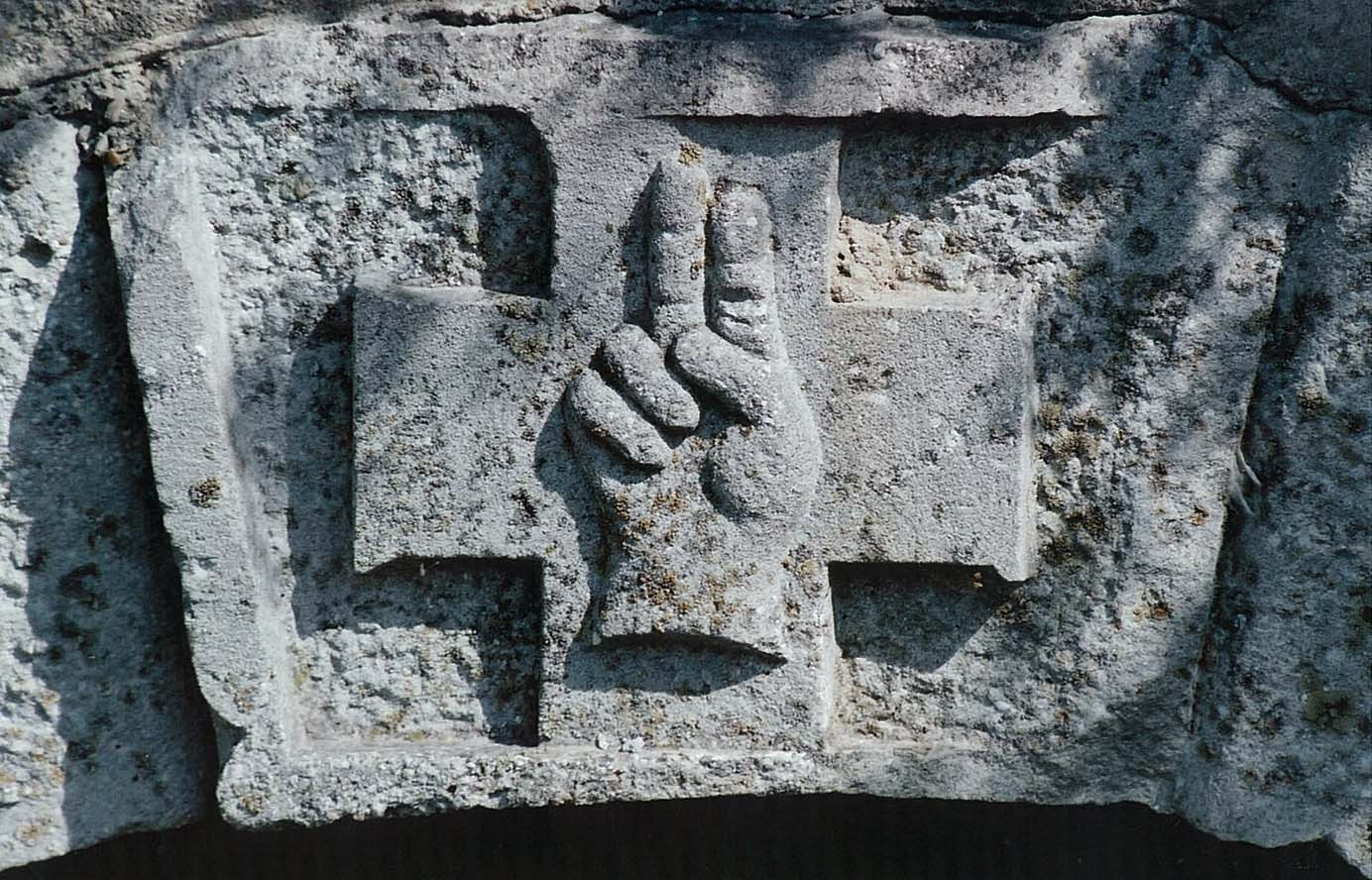
Schwurhand der Heiligenkreuzer

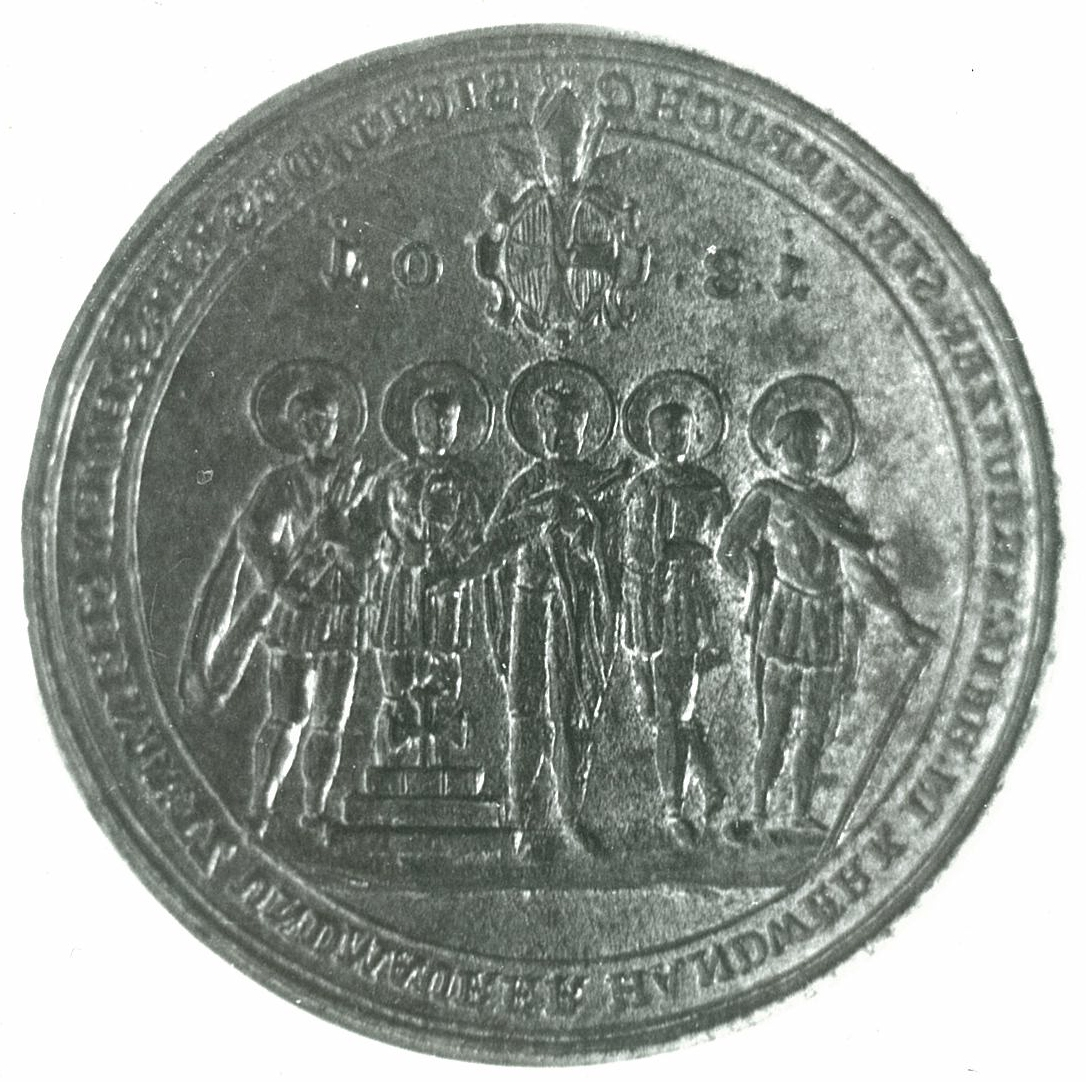
Siegel der ehrsamen Steinmetzen und Maurer im Heiligenkreuzer Steinbruch 1801

### Eigenständige Viertellade, incorporiert Jois, Winden und Sommerein
Am 13. Juni 1576, beim Bau von Schloss Neugebäude, wurde „der neue Steinbruch am Leythaberg“ erstmals urkundlich erwähnt.
1617 erhielt die Bruderschaft der Kaisersteinbrucher Meister den Status einer Viertellade, die der Hauptlade in Wiener Neustadt zugeordnet war. Zur Viertellade gehörte das Steinmetzhandwerk zu Sommerein (bis 1783, dann zu Bruck an der Leitha) und Winden am See und Jois (bis zuletzt). Das kaiserliche Privileg der Handwerksordnung regelte das Zusammenleben.

### Ein bedeutender Arbeitsplatz
Auch aus dem umliegenden Ungarn, dem benachbarten Erzherzogtum Niederösterreich, Oberösterreich, der Steiermark, Kärnten, aus Bayern, dem Frankenland kamen viele Baufachleute.

## Stiftsverwaltung im Schloss Königshof
Vom 1. Jänner 1601 bis 1912 befand sich im Schloss Königshof die herrschaftliche Verwaltung für umliegende Besitzungen des Stiftes Heiligenkreuz; höchste Instanz war der Verwalter als Vertreter des Abtes. Am 8. Juni 1634, Gerichtstag im Steinbruch, legte Abt Michael Schnabel das erste Bannbüchel vor. Erster Richter wurde Andre Ruffini.

## Befreiung von militärischer Einquartierung
Die Steinmetzen verstanden es, sich bei Kaiser Ferdinand III. Gehör zu verschaffen, der daraufhin die Meister Andre Ruffini, Pietro Maino Maderno, Hieronymus Bregno, Ambrosius Regondi und Domenicus Petruzzy von allen öffentlichen Abgaben und Leistungen befreite und ihnen den kaiserlichen Adler an ihren Häusern zu führen gestattete.
1661 beschwerte sich die ungarische Hofkammer, dass die Kaisersteinbrucher für ihre Steine keinen Zoll entrichten. So kam es am 14. August 1708 zur Gründung eines Dreißigstamtes in der Ortschaft.

## Türkeneinfall 1683
„Was für eine Confusion und Furcht dieser Orten wegen der streifenden Tartaren ist, ist nicht zu beschreiben.“ Viele Kaisersteinbrucher ließen alles liegen und stehen, ein Teil ging in die Feste Trautmannsdorf, während sich die meisten in den Einsiedlerbruch und in dessen Nähe zurückzogen. Es entstand ein beträchtlicher Schaden. Hohe Steuern belasteten die Untertanen; sie verweigerten der ungarischen Hofkammer den Dreißigst, für die Ausfuhr ihrer Steine.

## Markt Ungarisch-Steinbruch
Dem von ungarischer Seite schwer zugänglichen Ort wurde das Marktrecht verliehen. Die Marktgemeinde Kaisersteinbruch bestand bis 1970. Am Markttag brachte eine Zählung der Herrschaft Königshof 56 Handwerker und Kaufleute in Kaisersteinbruch. Diese Märkte zogen Menschen aus nah und fern nach Kaisersteinbruch und wurden so zu einer weiteren Säule der wirtschaftlichen Blüte.
Auf der „Kleinen Niederösterreichkarte“ des Jahres 1687 von Georg Matthäus Vischer ist der Ort Kaisersteinbruch erstmals eingetragen. (Niederösterreichische Landesbibliothek, Kartensammlung A IV 78)

## Freimaurertempel Kaisersteinbruch 1695
Auf dem Siegel ist das Zunftzeichen der Steinmetze zu sehen, Winkelmaß und Zirkel, das 1723 auch von der ersten Großloge der Freimaurer in England als Symbol ihrer Vereinigung übernommen wurde.

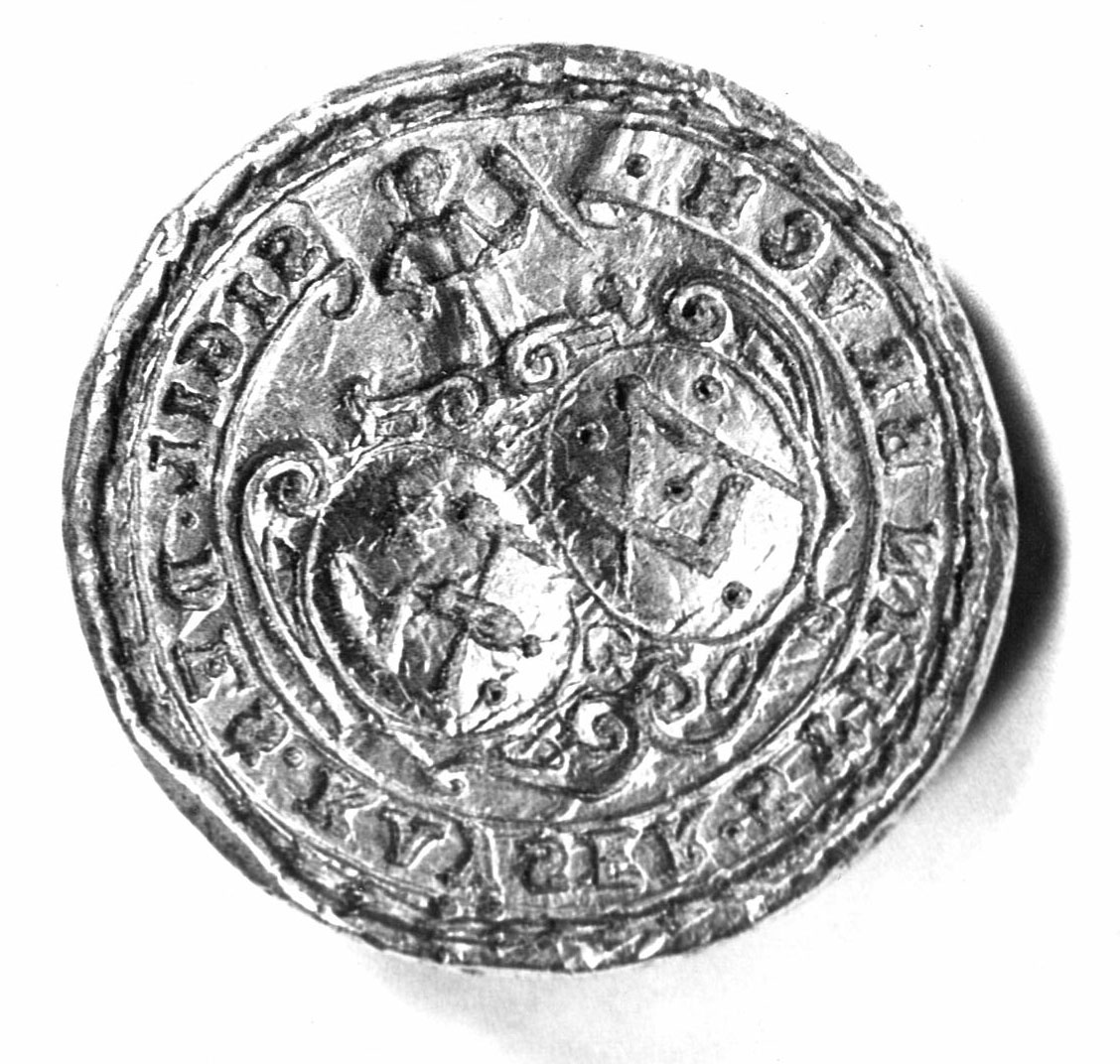
Siegel Kayser Steinbruch ab 1617
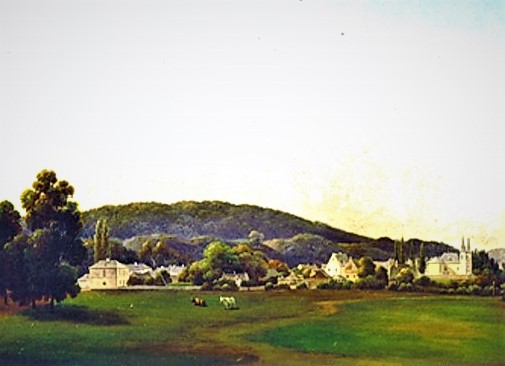
Kaisersteinbruch, Gemälde von Festorazzo
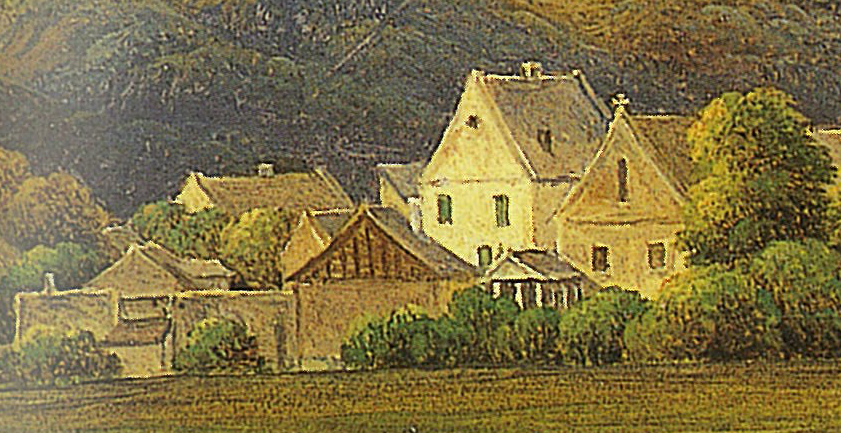
Detailansicht obigen Bildes mit dem römischen Tempel
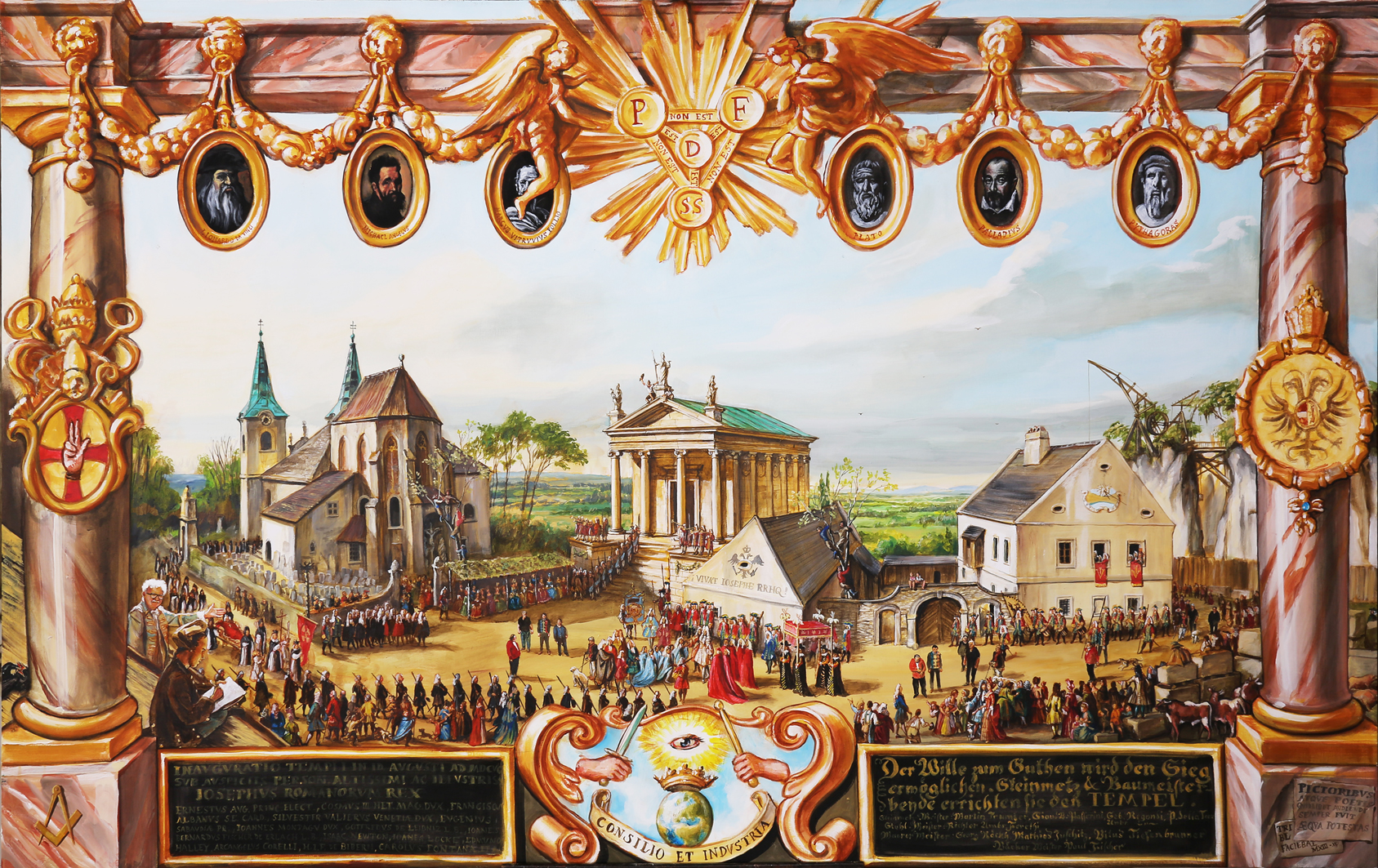
Gründung der Freimaurerloge 1695 – Maler Stefan Riedl

Obige Detailansicht des Bildes Kaisersteinbruch von Theodor Festorazzo, 1847 von der Herrschaft, dem Stift Heiligenkreuz beauftragt, zeigt den Tempel.
Die Grabplatte des Steinmetzmeisters Martin Trumler von 1705 ist mit dem Freimaurersymbol verziert und gibt damit einen wichtigen Hinweis.
Der Wiener Akad. Maler Stefan Riedl stellt die Gründung der Freimaurerloge in Kaisersteinbruch dar. Geistiger Mittelpunkt im oberen Bereich ist die Heilige Dreifaltigkeit, weiters Leonardo da Vinci, Michelangelo, Vitruv, Platon, Palladio, Pythagoras. Die beiden, das Blatt begrenzenden Säulen, links die Schwurhand der Zisterzienser, im Sockel das Freimaurersymbol (wie auf dem Martin Trumler Epitaph), rechts der kaiserliche Doppeladler (zugleich das Salva Guardia-Privilegium für Kaisersteinbruch).
Auf dem Kirchenplatz zu Kaisersteinbruch, rechts der Pfarrhof, links das Kirchengebäude hat der Künstler zwei Zeitebenen ineinander verwoben mit Menschen des 17. Jahrhunderts, durch ihre Kleidung zu erkennen, und der Gegenwart.
Text der beiden Schriftfelder (auszugsweise):
(links:)INAUGURATIO TEMPEL … 1687 König von Ungarn Joseph I. ab 1690 JOSEPHUS ROMANORUM REX.
(in der Mitte:) ein Symbol des herrschenden römisch-deutschen Kaisers Leopold I. Wahlspruch: CONSILIO ET INDUSTRIA („Durch Klugheit und Beharrlichkeit“)
(rechts:) Der Wille zum Guten wird den Sieg ermöglichen – Steinmetz und Baumeister, beide errichten sie den Tempel.
Der Maler Stefan Riedl hat sich links zur Arbeit hingesetzt. Am Samstag, dem 6. September 2014 erfolgte in der Kaisersteinbrucher „Alten Schule“ die Übergabe als Dauerleihgabe an die Großgemeinde Bruckneudorf-Kaisersteinbruch.

## Zuletzt bestätigt Maria Theresia die Salva Quardia und die Handwerksordnung
Kaiser Karl VI. genehmigte 1714 die neuerliche Errichtung einer Viertellade der Maurer und Steinmetzen in Kaisersteinbruch, die der Hauptlade in Wiener Neustadt unterstand. 1743 erneuerte und bestätigte Königin Maria Theresia der Kaisersteinbrucher Bruderschaft das Salva Quardia-Privilegium. Das Dokument nennt die Meister Elias Hügel, Joseph Winkler, Johann Baptist Regondi, Maximilian Trumler, Johann Paul Schilck und Franz Trumler. Am 13. Juli 1747 bekräftigte Maria Theresia den Meistern in „Unserem kaiserlich-königlichen Steinbruch am Leythaberg“ die Handwerksordnung und Freiheiten.

## Einquartierung französischer Truppen 1809
Die Gemeinde wurde durch die feindlichen Truppen vom 17. Juli bis 12. November stark belastet, in den eigenen Häusern und im herrschaftlichen Wirtshaus, Geld, Hafer und Heu für 53 Pferde zu geben. Die Herrschaft forderte, zur Schuldenbegleichung das Wiener Kapital der Bruderschaft aufzukünden.
Im ungarischen Parlament war der Antrag eingebracht worden, das Gebiet, das die Heiligenkreuzer Mönche vor über 700 Jahren von König Emmerich geschenkt erhielten, zu erwerben, was einer de facto Enteignung gleichgekommen wäre.

## Verkauf von Kaisersteinbruch an das Militär 1912/1914
Das um die Mitte des 19. Jahrhunderts in Bruck an der Leitha errichtete Lager war bestrebt, sich immer weiter auszudehnen. Ein riesiger Truppenübungsplatz sollte angeschlossen werden. Das k.u.k. Militärärar ging daran, alle in Betracht kommenden Ländereien anzukaufen. Am 31. Oktober 1912 fanden die Verkaufsverhandlungen in Anwesenheit des Abtes Gregor Pöck ihren Abschluss; das Gebiet der Steinbrüche wurde an das k.u.k. Kriegsministerium verkauft. Diese Verhandlungen fanden ohne Kenntnis und Mitwirkung der Kaisersteinbrucher Bewohner statt.
Pachtvertrag mit der neuen Herrschaft, dem k.u.k. Kriegsministerium: Leithasand- und Schottergewinnung, Ansuchen von Bürgermeister Ferdinand Amelin und Gemeinderepräsentanz, darunter Ferdinand Krukenfellner am 25. Feber 1913, Genehmigung durch den Minister am 14. April 1914.

### Erster Weltkrieg – Kriegsgefangenenlager
Die militärische Geschichte Kaisersteinbruchs begann im Ersten Weltkrieg. Am unteren Ortsende entstand auf einer Straßenseite ein Kriegsgefangenenlager. Die Wiener Baufirma Janisch & Schnell errichtete große Holzbaracken, die zur Unterbringung von 2.000 bis 3.000 Kriegsgefangenen dienten.

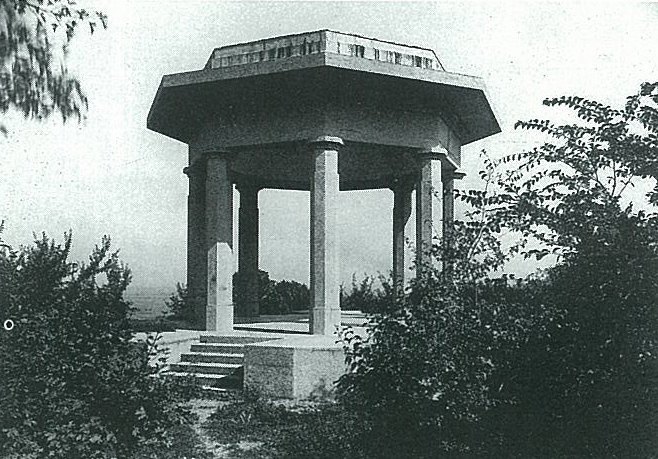
Gloriette, Reiterstatue Karl I. nicht ausgeführt
Kriegsgefangenenlager Kaisersteinbruch
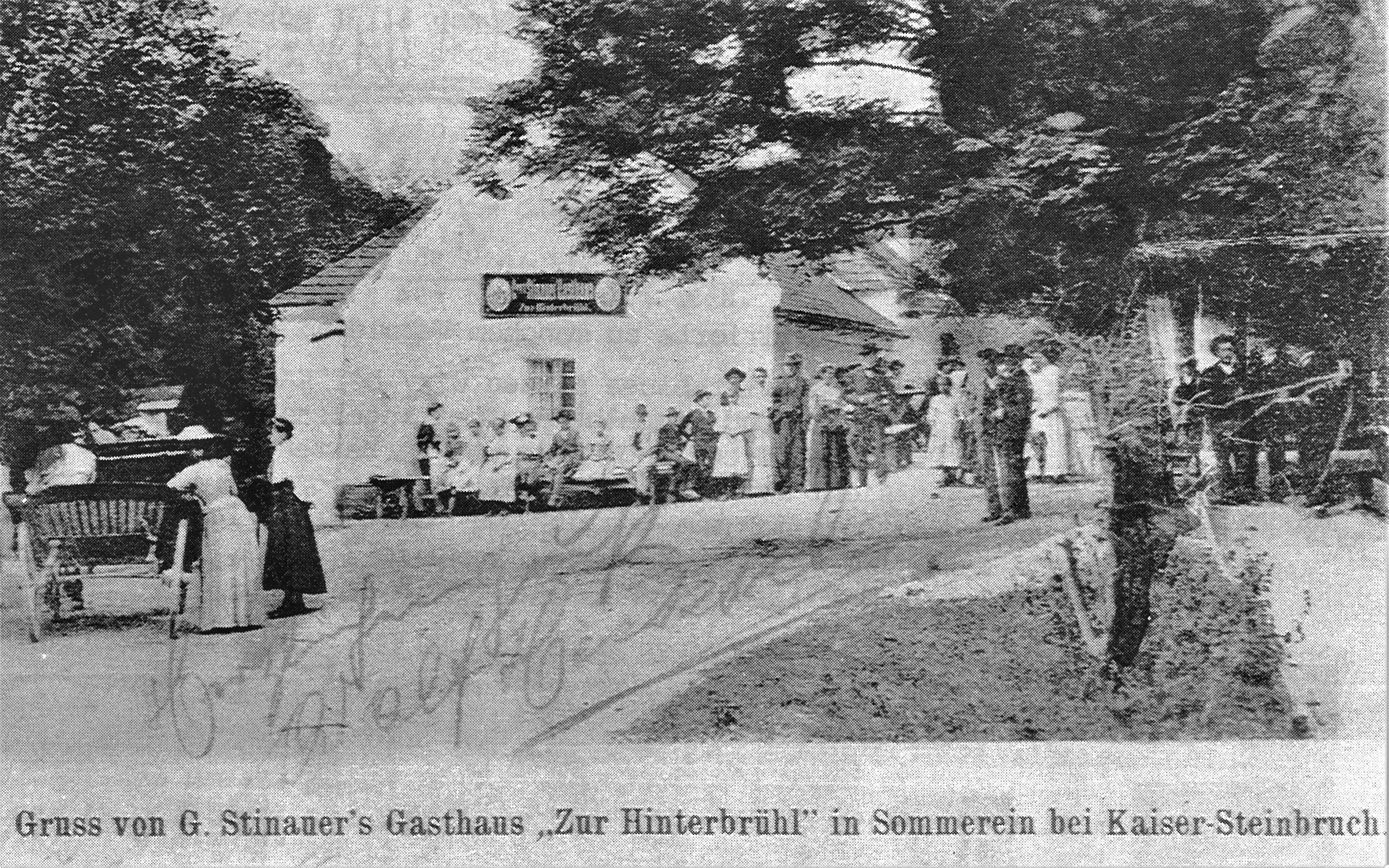
Waldgasthaus „Zur Hinterbrühl“
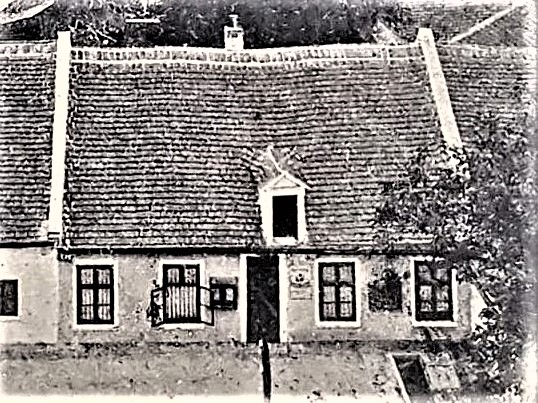
Postamt Kaisersteinbruch 1921

Straßenbau Kaisersteinbruch – Winden. Burgenland History Blog von Herbert Brettl
Die Kriegsgefangenen bauten eine neue Straße von Kaisersteinbruch nach Winden am See („Russenstraße“), eine Drahtseilbahn vom Blauen Bruch bis mitten in das Lager und ein Feldbahngleis vom Bahnhof Wilfleinsdorf in das Lager.
Als die Donaumonarchie zerfiel, blieb Kaisersteinbruch zunächst ungarisch. Die Staatsgrenze verlief unmittelbar hinter der Kirche in Richtung Leitha. Wilfleinsdorf und Sommerein waren österreichisch.

### Bevölkerung der Gemeinde 1920
Ein Jahr vor dem Anschluss des Burgenlandes an Österreich lebten hier 448 deutsche, 310 madjarische, 5 kroatische und 11 sonstige Einwohner und 668 gehörten zur römisch-katholischen Religion, 23 zur evang. AB, 50 zur evang. HB und 7 zur israelitischen.

### 1934 – Anhaltelager
Im Jänner 1934 wurde ein Teil des Militärlagers zum Anhaltelager für Nationalsozialisten eingerichtet und am 12. Februar kamen im Burgenland verhaftete Vertrauensmänner der sozialdemokratischen und kommunistischen Partei sowie des Österreichischen Gewerkschaftsbundes hierher.

### Zweiter Weltkrieg – Absiedlung – Kriegsgefangenenlager STALAG XVII A

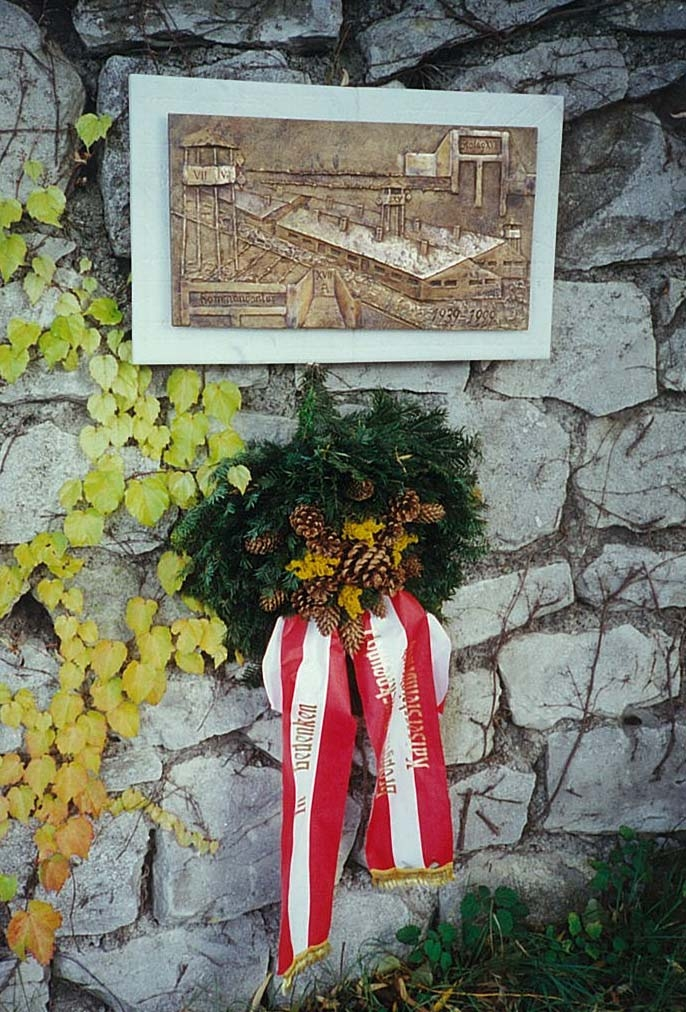
Bronzerelief STALAG XVII A von Alexandru Ciutureanu, 1939–1999

1938 erweiterte die deutsche Wehrmacht das Anhaltelager Kaisersteinbruch (Lager I) um die Kaserne. Die Ortsbevölkerung musste infolge Platzbedarfs der Wehrmacht ihre Häuser verlassen und wurde umgesiedelt zur Errichtung des Kriegsgefangenenlagers Stalag XVII A. Kaisersteinbruch stellte das erste Kriegsgefangenenlager auf dem Gebiet der Ostmark dar, zugleich auch eines der ersten Lager des gesamten Reichsgebietes. Der maximale Bestand war im Februar 1941 mit 73.583 Soldaten, 970 Offizieren und 220 Zivilisten.
Aufgrund der vielen toten Kriegsgefangenen ab dem Winter 1941/1942 wurde einige hundert Meter vom Lager entfernt, ein Lagerfriedhof mit Massengräbern errichtet. Im Staatsvertrag vom 15. Mai 1955 sind 9.584 Sowjet-Soldaten festgelegt, die zu Tode gekommen waren.

## Gefangenenlager im 2. Weltkrieg vor/bis 1945
Der Schriftsteller und Kultursoziologe Reinhard Tötschinger arbeitet – Stand 2024 – an einer Filmdokumentation über diese Zeit.

## Das „neue“ Kaisersteinbruch
Am 7. März 1951 beschloss der burgenländische Landtag im sowjetisch besetzten Burgenland erneut die Gemeinde Kaisersteinbruch. Josef Wolf, Bürgermeister, schreibt in diesem Zusammenhang „es wirkte sehr befremdend, dass man die Gemeindeverwaltung zu dieser bedeutsamen Landtagssitzung gar nicht eingeladen hatte“. Noch befremdender war es, dass nach monatelangem Zuwarten von diesem Landtagsbeschluss in keinem Gesetzblatt zu lesen war und die Gemeinde von der burgenländischen Landesregierung nicht in Kenntnis gesetzt wurde. Erst 1952 wurde das beschlossene Gesetz im Landesgesetzblatt verlautbart.
Ein großes Verdienst um die Gemeinde Kaisersteinbruch hatte sich der Grundbuchs-Richter Spath dadurch erworben, dass er den Antrag des Gauleiters von Niederdonau, die Liegenschaften der aufgelösten Gemeinde Kaisersteinbruch grundbücherlich für das „Deutsche Reich“ einzuverleiben, jahrelang liegen ließ und die Erledigung so lang hinauszögerte, bis der Krieg zu Ende war und sich die Angelegenheit von selbst erledigt hatte. Durch diese mutige Tat ist die Gemeinde Kaisersteinbruch unumschränkte Eigentümerin ihrer Liegenschaften geblieben. So konnte die Gemeinde trotz großer Widerstände neu errichtet werden.
Bereits 1956/1957 wurden die Baracken des Lagers für viele tausende Flüchtlinge des ungarischen Volksaufstandes verwendet. Der Ort selbst war weitgehend zerstört.

### Uchatius-Kaserne
Durch die Lostrennung vom Brucker Truppenübungsplatz fand 1958 der Ausbau zum selbständigen Standort Kaisersteinbruch statt. Am 16. Mai 1961 erfolgte die Umbenennung des bestehenden Lager I in Leitha-Kaserne. Nach den notwendigen Erweiterungen und Modernisierungen erhielt die Kaserne am 25. November 1967 ihren neuen Namen Uchatius-Kaserne nach dem Waffentechniker Feldmarschall-Leutnant Freiherr von Uchatius.

### Drehort einiger Filme
- Der brave Soldat Schwejk: einige Passagen wurden 1960 im Ort gedreht, unter anderen mit Heinz Rühmann unter der Regie von Axel von Ambesser.[37][38]
- Am Galgen hängt die Liebe: ebenfalls 1960 wurden einige Szenen unter der Regie von Edwin Zbonek mit Annie Rosar gefilmt. Einige aus der Ortsbevölkerung dienten als Statisten.[39]
- Flucht der weißen Hengste, 1963 entstanden Naturaufnahmen mit den Lipizzanern im Bereich der Steinbrüche, mit Robert Taylor, Lilli Palmer, Curd Jürgens.
- Geschichte wird lebendig, 23. Februar 1991 in ORF 2, Fernsehfilm von Hans Rochelt.[40]

### Militärhundezentrum Kaisersteinbruch
Im Jahr 1964 wurde eine Militärhundestaffel in Kaisersteinbruch gegründet.

### Gemeindezusammenlegung mit Winden, Sommerein oder Bruckneudorf?
Kaisersteinbruch ist seit 1971 Katastralgemeinde, sowie Ortsteil der Großgemeinde Bruckneudorf, Bezirk Neusiedl am See, Burgenland. Vorher war es eine eigenständige Gemeinde, ja selbst Großgemeinde durch den Ortsteil Königshof.

## Kultur und Sehenswürdigkeiten

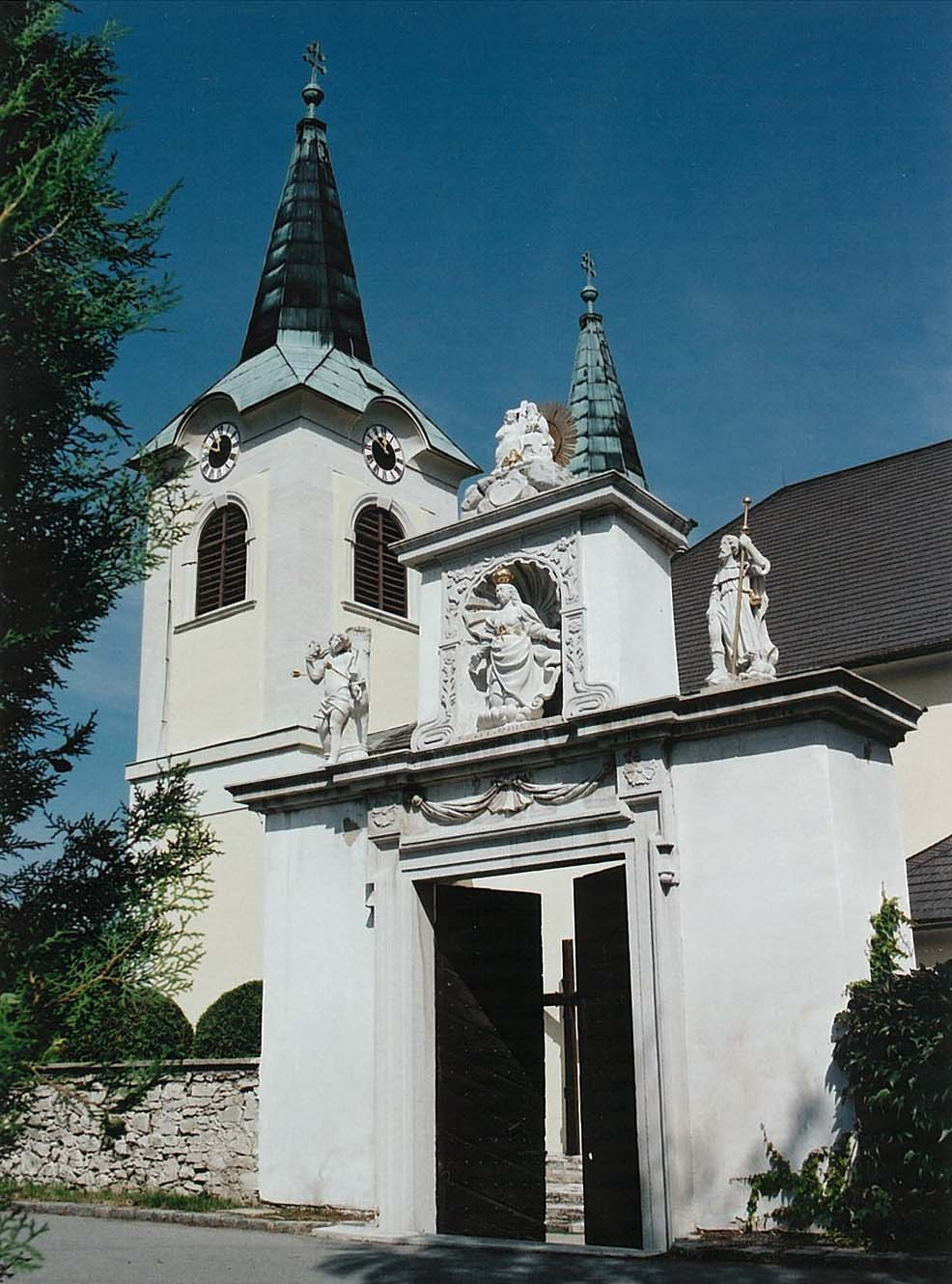
Barockes Friedhofsportal
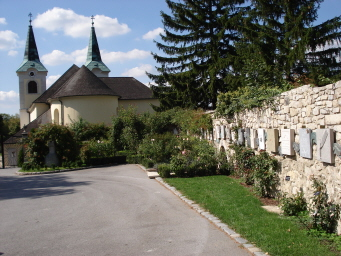
Europa-Wand Kaisersteinbruch
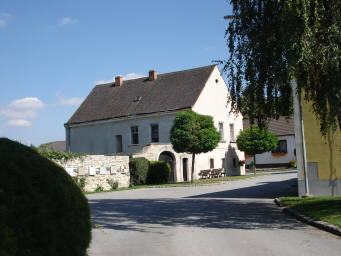
Haus Kaisersteinbruch, ehem. Pfarrhof
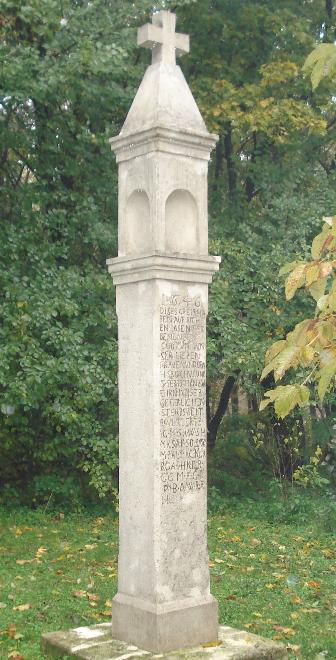
Pestkreuz Cleritz
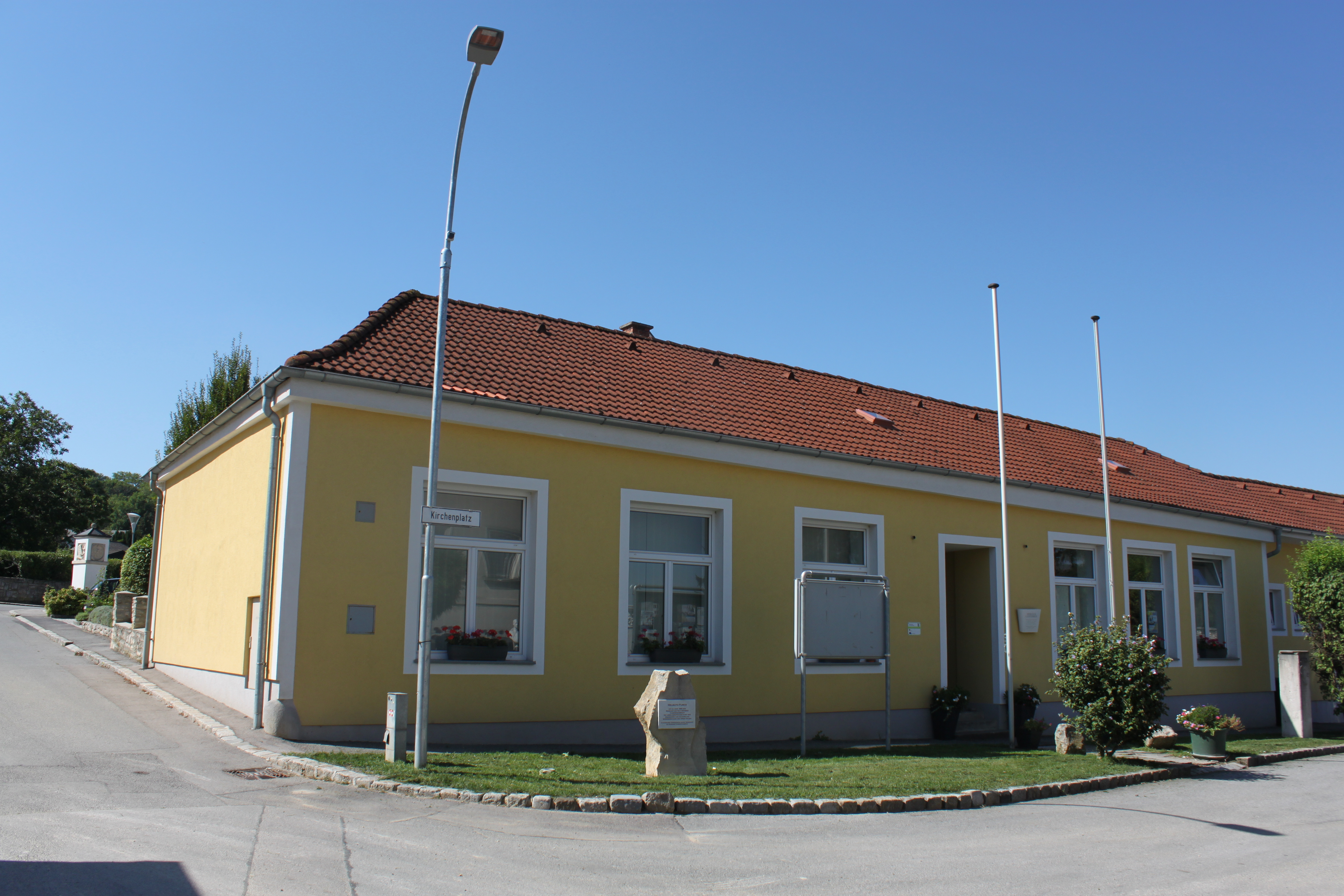
Gegenüber: Alte Schule und Museum
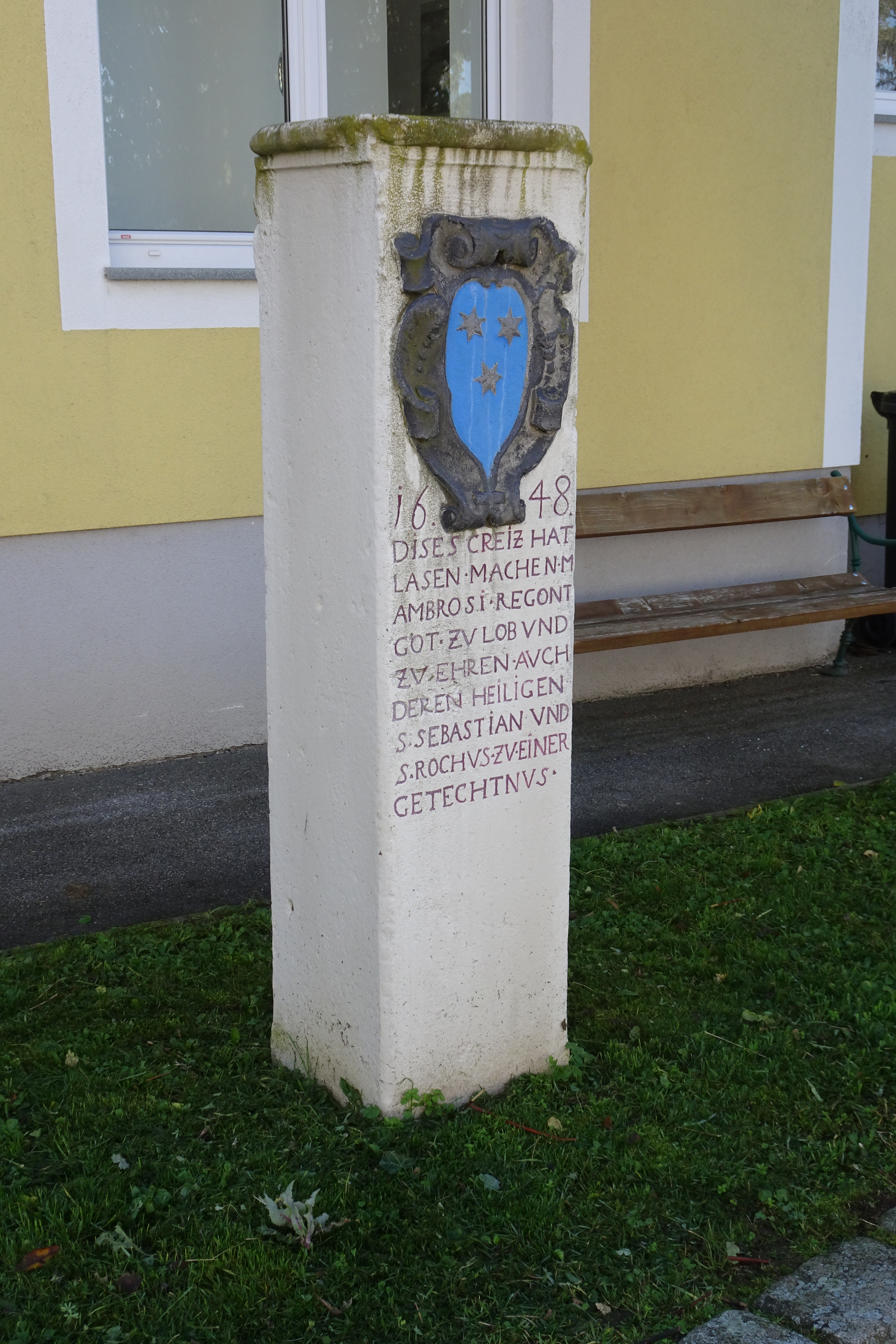
Pestkreuz A. Regondi
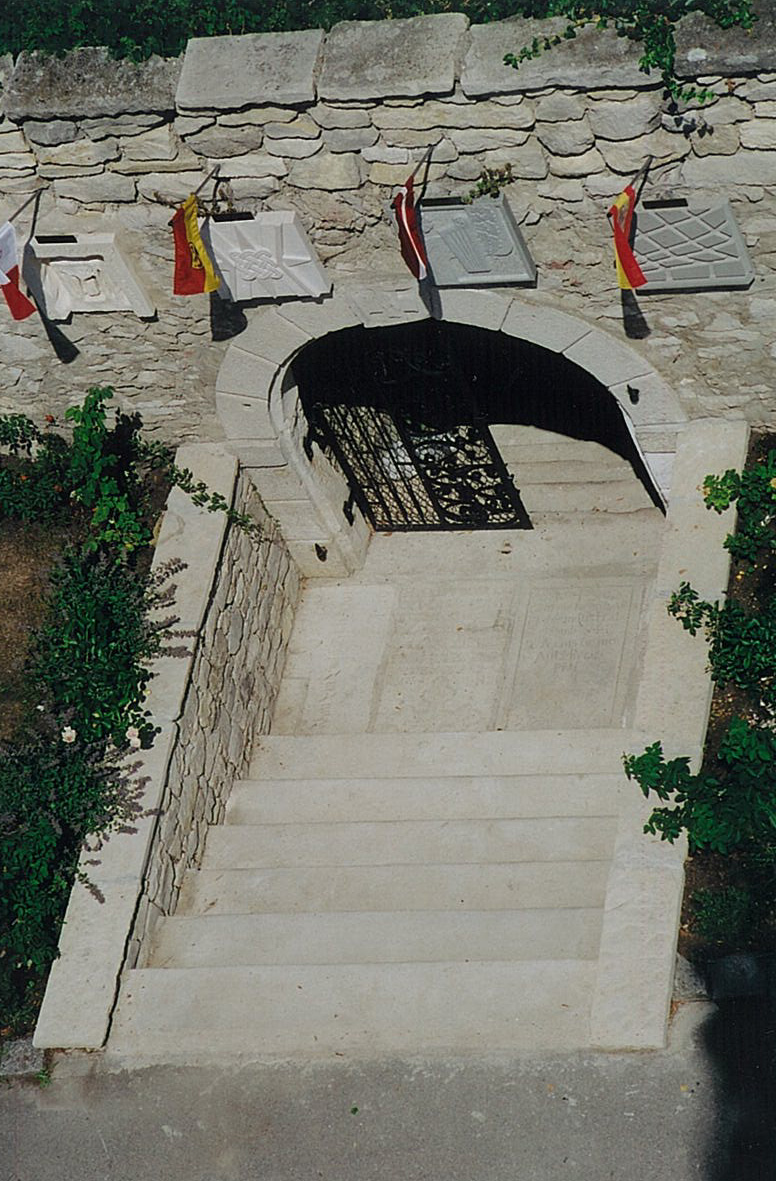
2003 Abgang Gewölbekeller
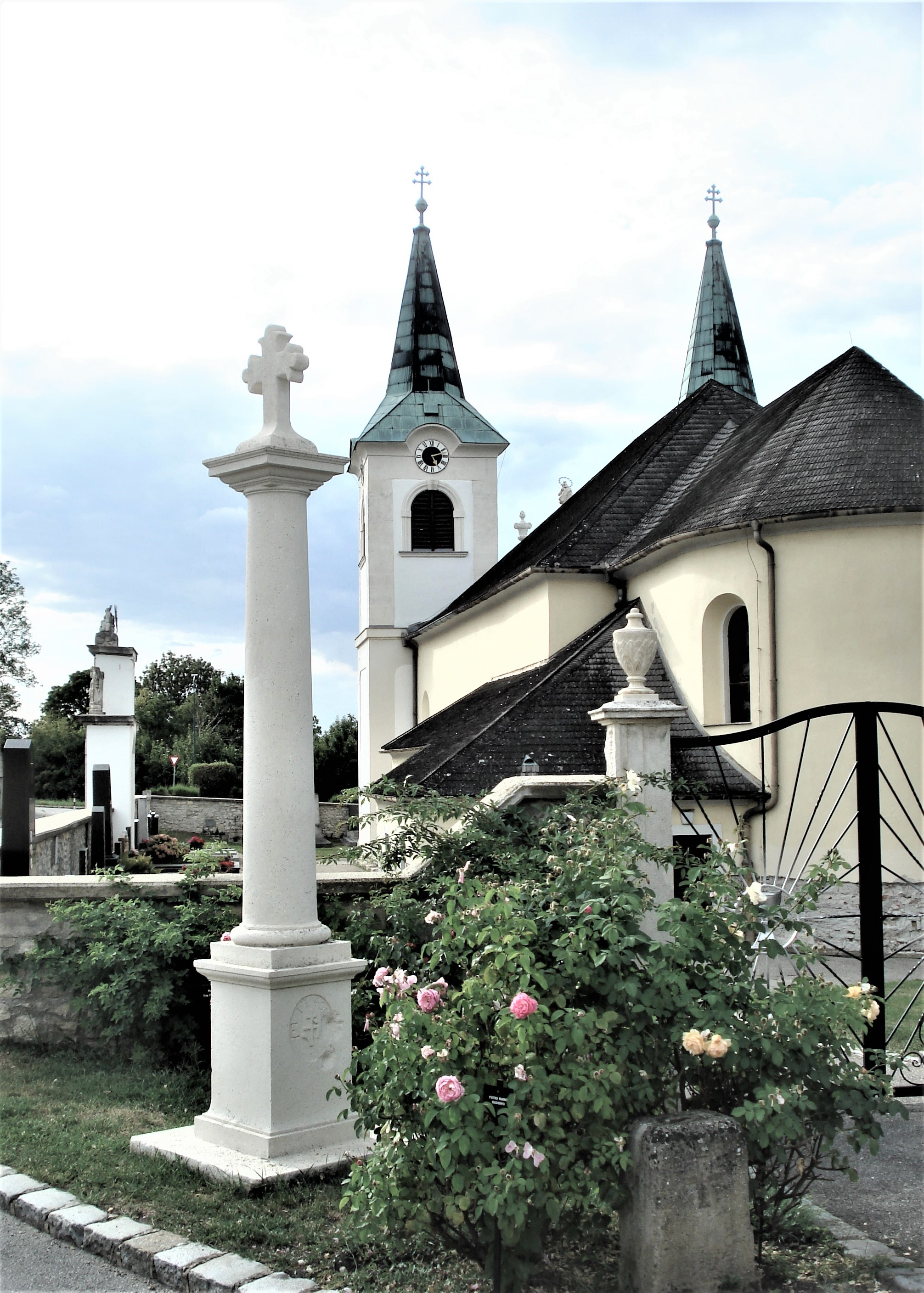
Hügel-Säule seit 2017 Kirchenplatz
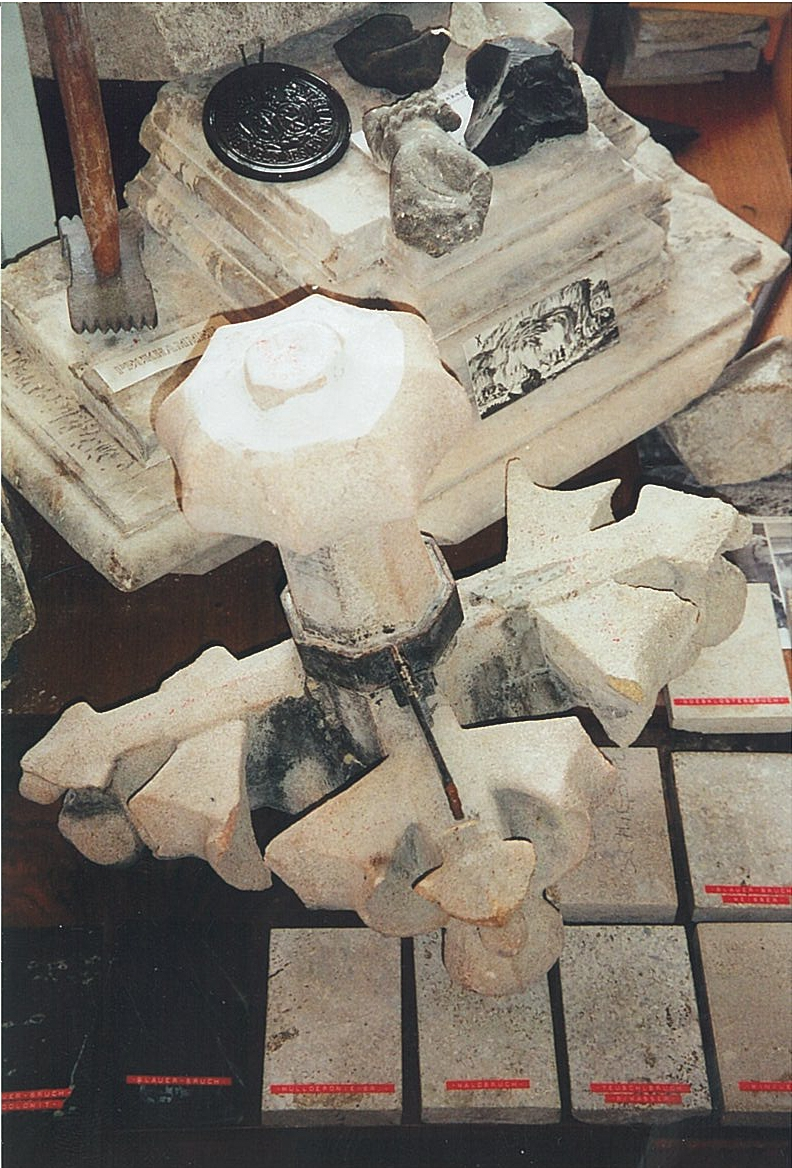
Steinmuster im Museum
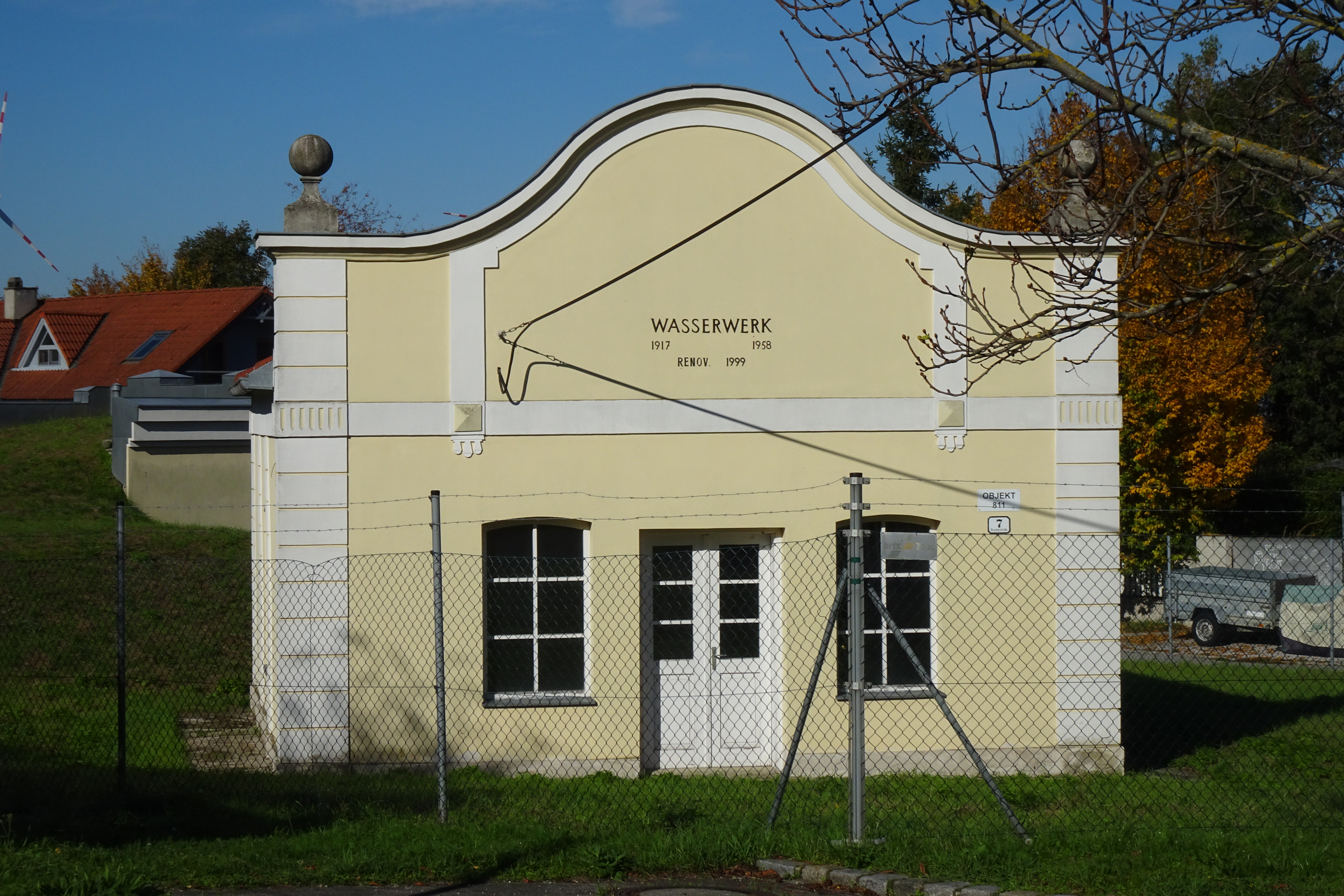
Wasserwerk aus dem Jahr 1917
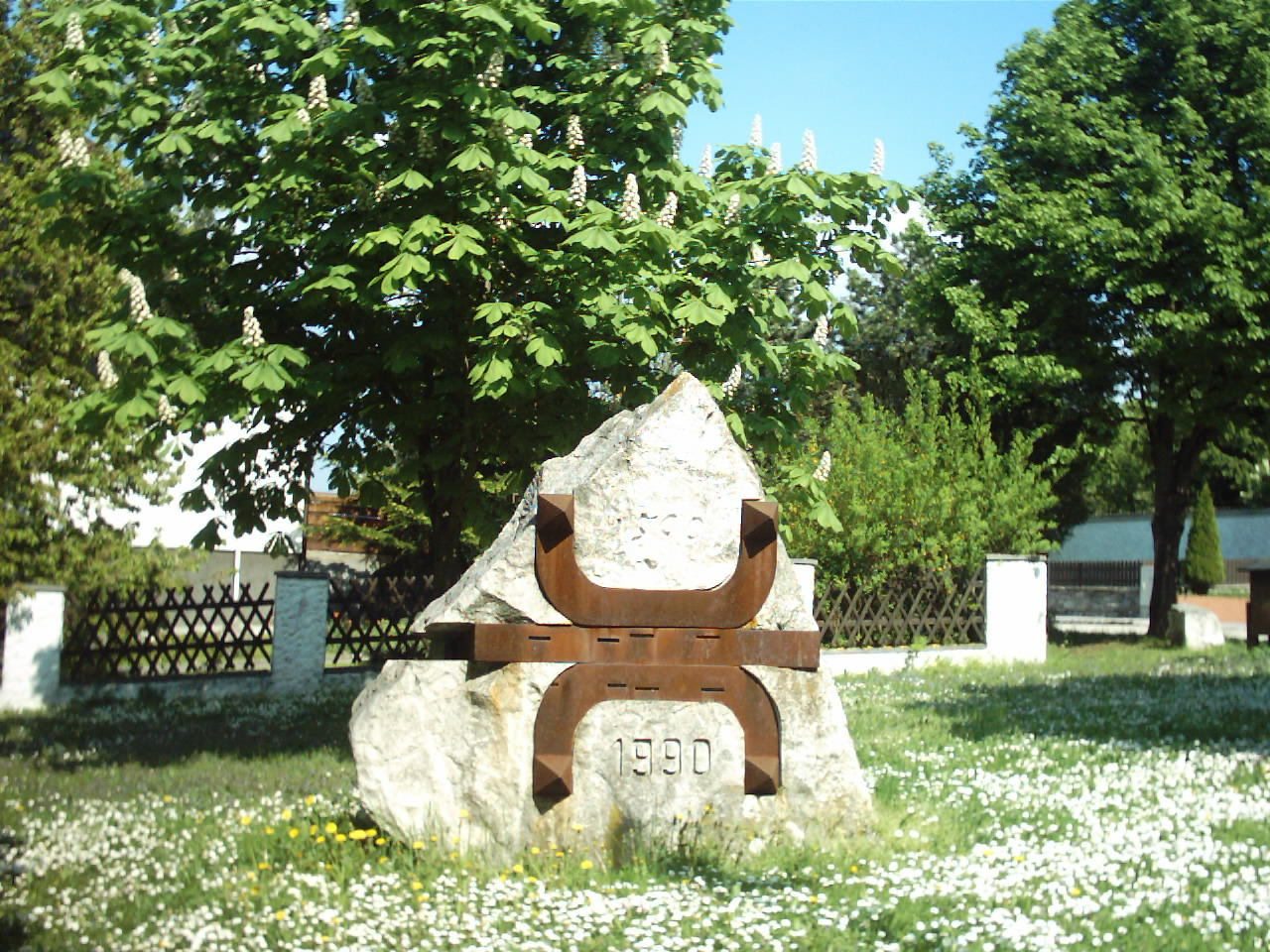
Österreichischer Symposiums-Stein
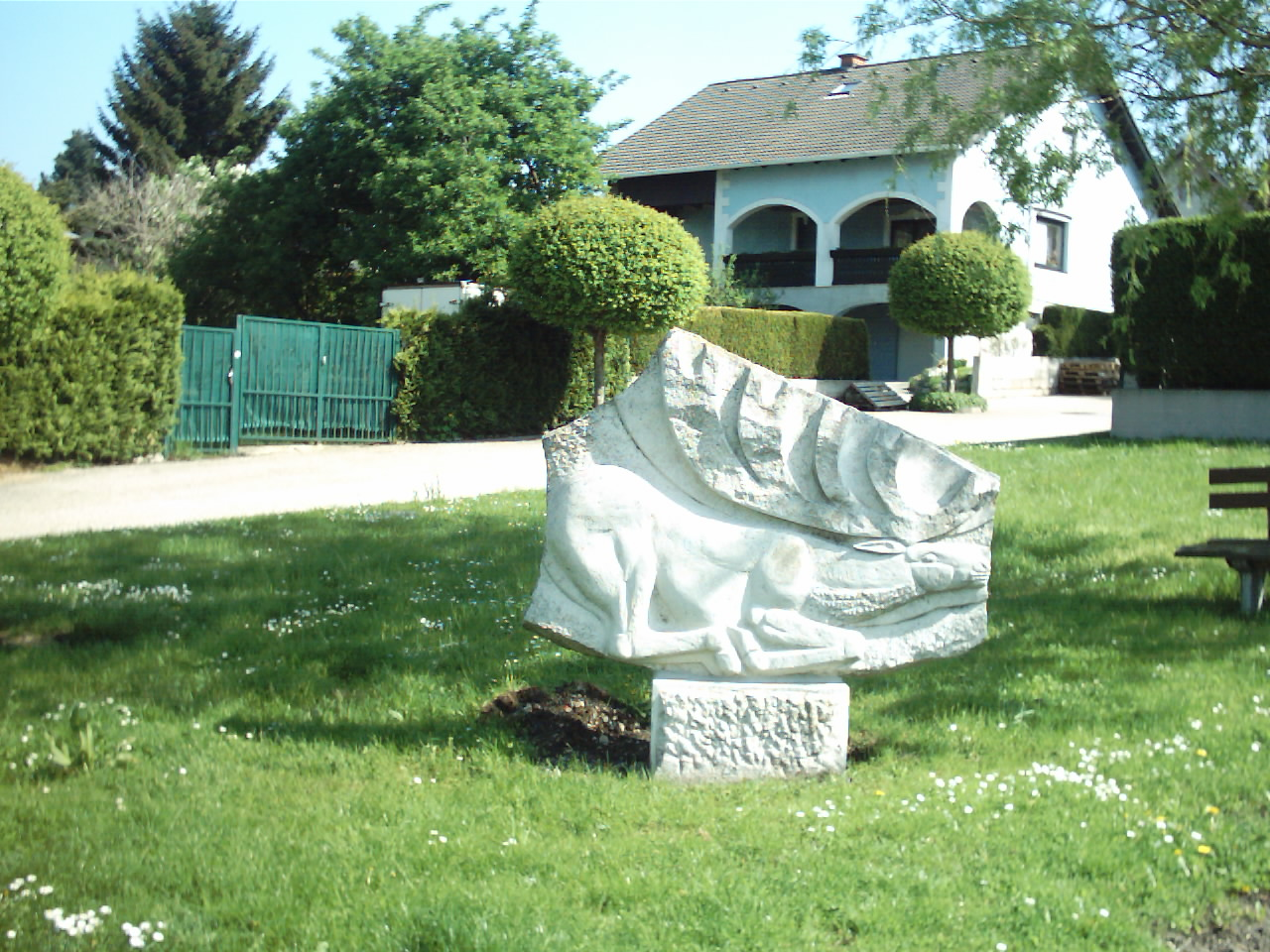
Ungarischer Symposiums-Stein
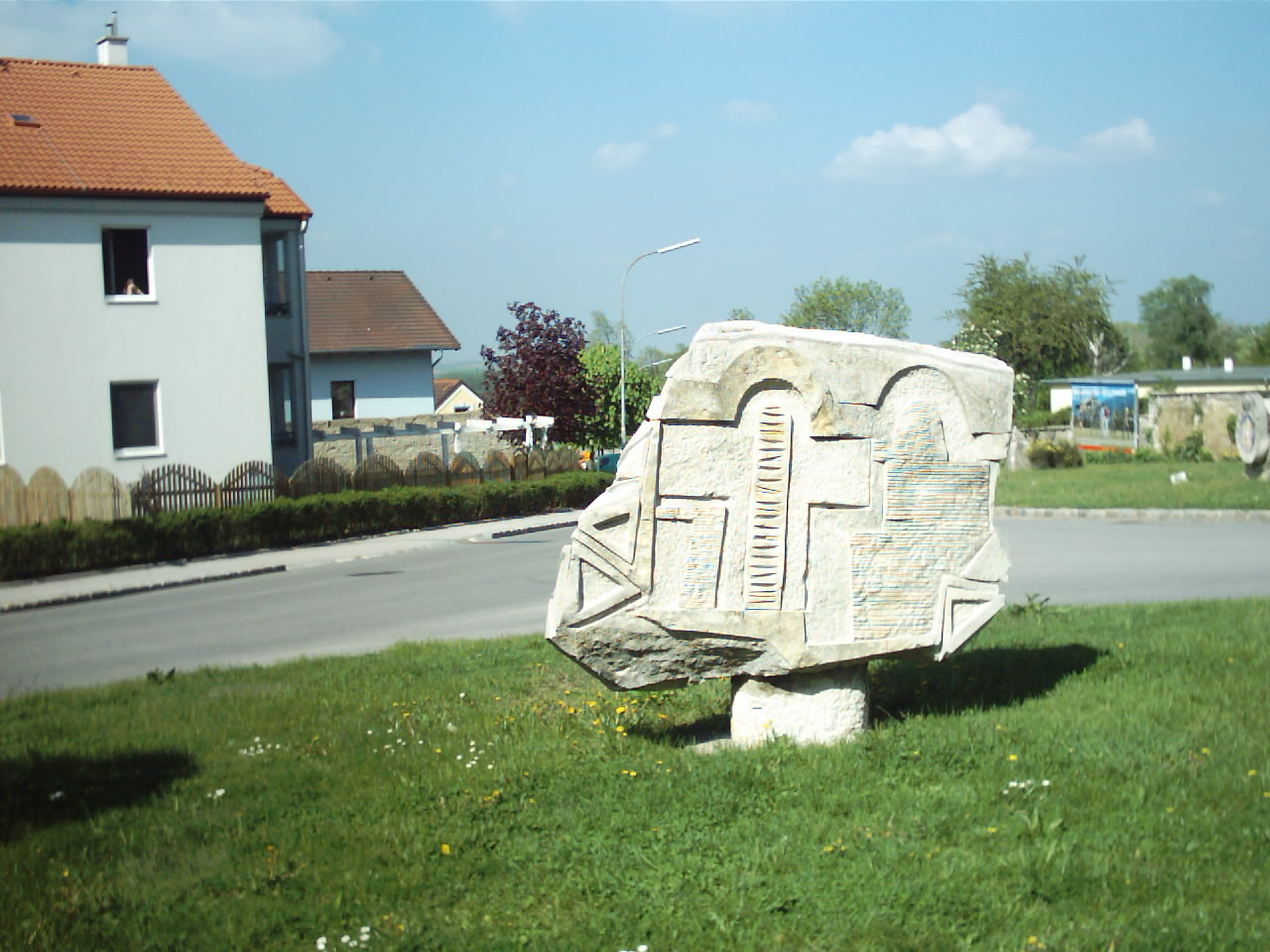
Rumänischer Symposiums-Stein

Dieser Verein hatte es sich seit 1990 zur Aufgabe gestellt die zerstörte Kultur im Ort wieder zu beleben.
- Pfarrkirche Kaisersteinbruch
- Altäre der Kaisersteinbrucher Kirche
- Friedhof Kaisersteinbruch
- Steinmetzmuseum Kaisersteinbruch im ehemaligen Pfarrhof
- Kuruzzenkreuz, 1646, Stifter Paul Cleritz, ein Pestkreuz.[41]

- Pestkreuz, 1648, Stifter Ambrosius Regondi, mit Wappen.

- Ehem. Pfarrhof, 1649 Residenz für den ersten kath. Orts-Pfarrer

- Barockes Friedhofs-Portal, Ambrosius Ferrethi, aus verschiedenen Teilen in der zweiten Hälfte 17. Jahrhundert zusammengesetzt, Maria, darüber Dreifaltigkeit, seitlich Sebastian und Rochus.

- Elias-Hügel-Ehrensäule, 1740, von der Steinmetzbruderschaft dem großen Meister gewidmet.

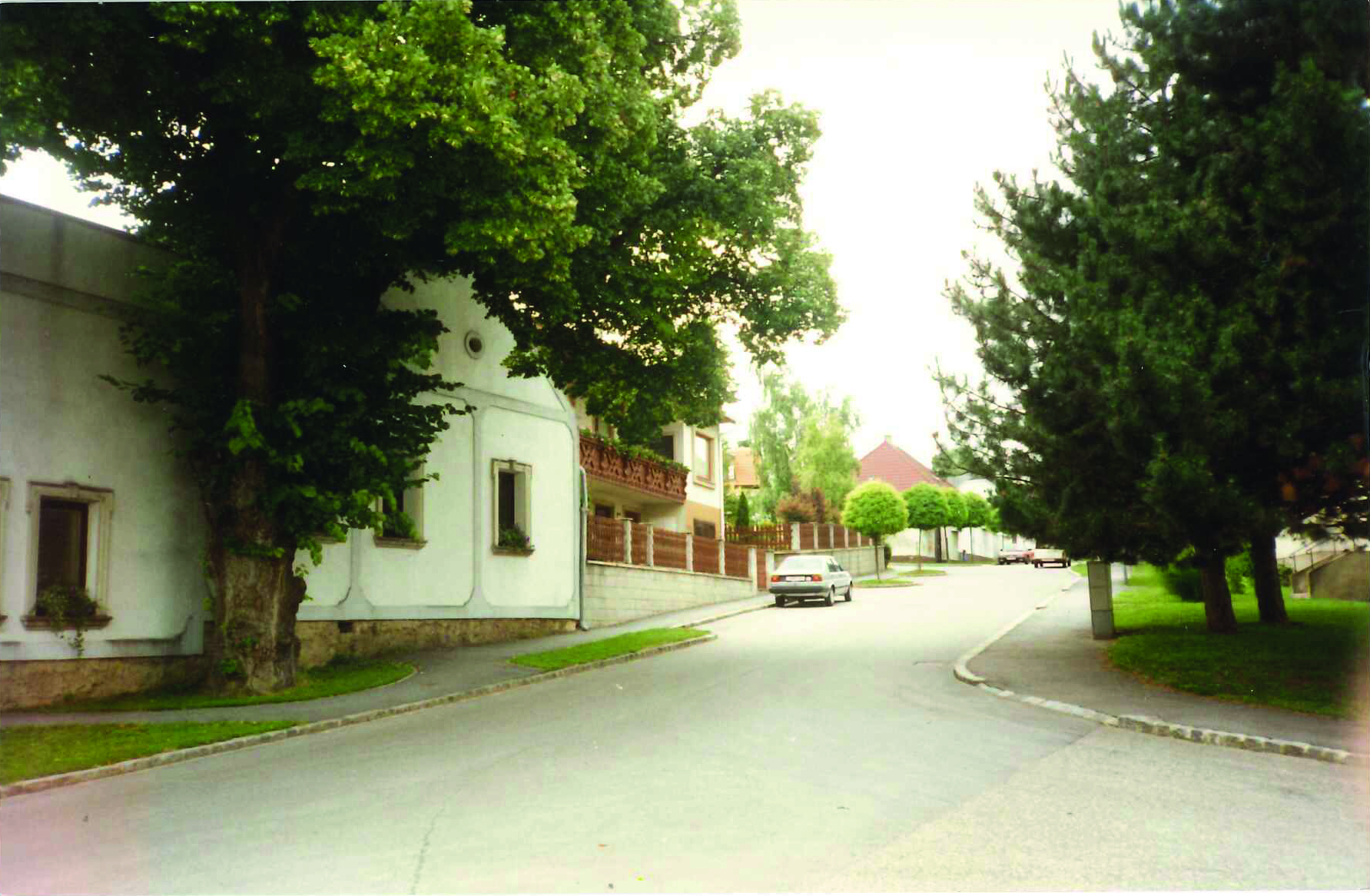
Ehem. Dreißigstamt von 1708 (li.)
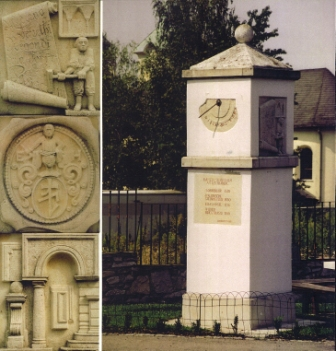
Sonnenuhr-Pfeiler 1992
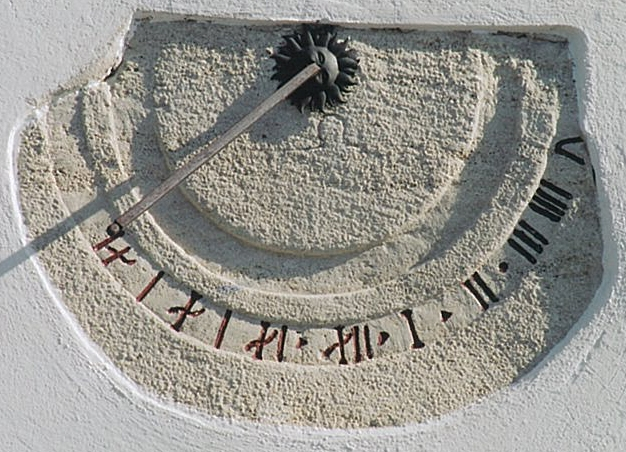
Sonnenuhr-Stein von 1590
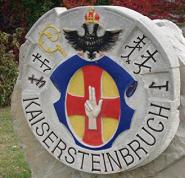
Ortsstein
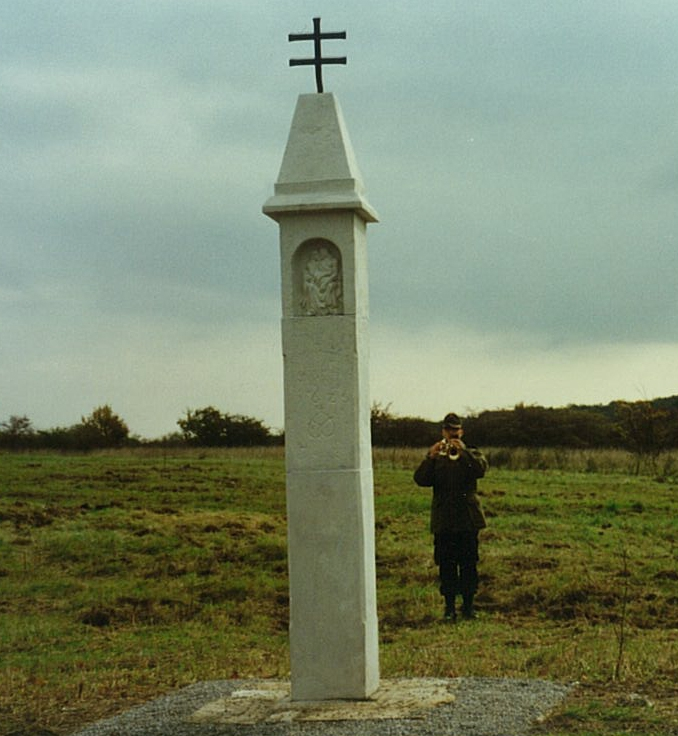
Bäckerkreuz von 1626
Europabrunnen im Rosengarten

- Ungarischer Symposiums-Stein, Ferenc Gyurcsek

- Österreichischer Symposiums-Stein, Christoph E. Exler
- Rumänischer Symposiums-Stein, Alexandru Ciutureanu
- Sonnenuhr-Pfeiler, 1992, Leitung Friedrich Opferkuh, Sonnenuhr-Stein von 1590, Reliefs Ciutureanu.

- Neuer Kaisersteinbrucher Florian, Bildhauer Ferenc Gyurcsek, 1992, steht im Turm des Feuerwehrhauses.
- Ortsstein von Bildhauer Alexandru Ciutureanu, Fassung Ava Pelnöcker, 1997.
- Europabrunnen, 1998 auf dem Kirchenplatz errichtet, entlang der Steinmauer des ehemaligen Pfarrgartens. In den 10 Jahren stellten Bildhauer ihr Land durch Steinreliefs dar. Davor der Rosengarten „Stein und Rose“.
- Abgang zum Gewölbekeller aus Kaiserstein-Stufen der Albertina in der Hofburg, die Burghauptmannschaft übergab dem Museum Stufen der Sphingenstiege nach dem Umbau zur Marmortreppe. Eine Meisterleistung von Georg Zsalacz.

Kaisersteinbruch und Umgebung um 1883 (Aufnahmeblätter der Landesaufnahme)
Ortskern von Kaisersteinbruch (rechts oben)
Norden (Königshof links unten)
Süden (namensgebender Steinbruch oben Mitte)

## Persönlichkeiten
- Michael Schnabel, Abt Stift Heiligenkreuz 1637–1658
- Clemens Schäffer, Abt Stift Heiligenkreuz 1658–1693
- Marian Schirmer, Abt Stift Heiligenkreuz 1693–1705
- Raymundus Regondi (1652–1715), Abt des Stiftes Altenburg 1681–1715
- Gerhard Weixelberger, Abt Stift Heiligenkreuz 1705–1728
- Elias Hügel, Wiener Hofsteinmetzmeister, Richter 1722–1735 und 1749–1751
- Robert Leeb, Abt Stift Heiligenkreuz von 1728 bis 1755
- Maximilian Mayla (1730–1799), Zisterzienser und Abt des Stiftes Heiligenkreuz
- Joseph Winkler, Steinmetzmeister, Richter 1735–1747
- Johann Michael Strickner, Steinmetzmeister, Richter 1752–1765
- Johann Gehmacher, Steinmetzmeister,  Richter 1766–1777
- Gregor Nagl, Webermeister, Richter 1777 bis 1793
- Peregrin Teuschl, Steinmetzmeister, Richter 1852–1859
- Gregor Pöck, Abt Stift Heiligenkreuz 1902–1945
- Ferdinand Krukenfellner, Steinmetzmeister, Richter 1894–1895 und 1904–1912
- Ferdinand Amelin, Steinmetzmeister, Richter 1913–1923
- Josef Wolf, Bürgermeister, Verfasser einer Ortsgeschichte
- Friedrich Opferkuh, Steinmetzmeister, Friedrich-Opferkuh-Symposium 1993
- Josef Franzl (1914–2005), Pfarr-Rektor von Kaisersteinbruch 1939–1945
- Alexandru Ciutureanu, Bildhauer aus Bukarest
- Ferenc Gyurcsek, Bildhauer aus Budapest
- Hans Rochelt, Kulturredakteur von Radio Burgenland.
- Klara Köttner-Benigni, Schriftstellerin, Kulturredakteurin von Radio Burgenland
- Helmuth Furch, Lehrer, Kulturschaffender und Autor